# Novi Beograd

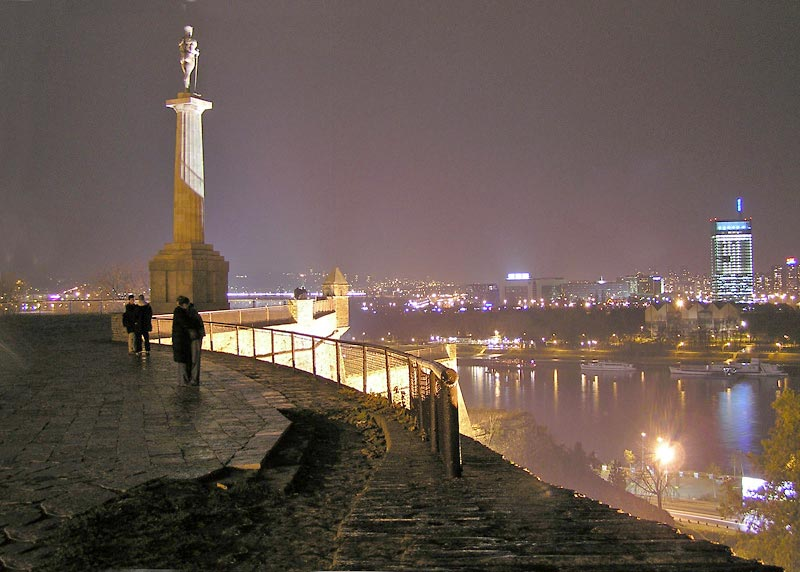
Vue de Novi Beograd, de nuit

Novi Beograd (en serbe cyrillique : Нови Београд), la « Nouvelle Belgrade », est une municipalité de Serbie située sur le territoire de la ville de Belgrade. Elle fait partie des 10 municipalités urbaines qui constituent la ville de Belgrade proprement dite. Au recensement de 2011, elle comptait 212 104 habitants.
Créée en 1948, Novi Beograd est, pour l'essentiel, une municipalité moderne, comportant de nombreux gratte-ciel. Elle est administrativement divisée en « bloks ». Autrefois très industrialisée (métallurgie, moteurs électriques…), elle abrite aujourd'hui les sièges sociaux de nombreuses entreprises et de plusieurs banques, ce qui en fait le principal quartier d'affaires de la capitale serbe. Elle abrite de nombreuses institutions éducatives ou culturelles, comme le musée d'Art contemporain de Belgrade.

## Géographie
Novi Beograd est situé sur la rive gauche de la Save, à l'extrême est de la région de Syrmie. Administrativement, sa partie la plus septentrionale est également située sur la rive droite du Danube, juste avant sa confluence avec la Save. La municipalité est reliée à la vieille ville de Belgrade par cinq ponts, le pont de Gazela, le pont de Branko, l'ancien pont de la Save, l'ancien et le nouveau pont ferroviaire. La route européenne E75 passe au milieu de la municipalité.

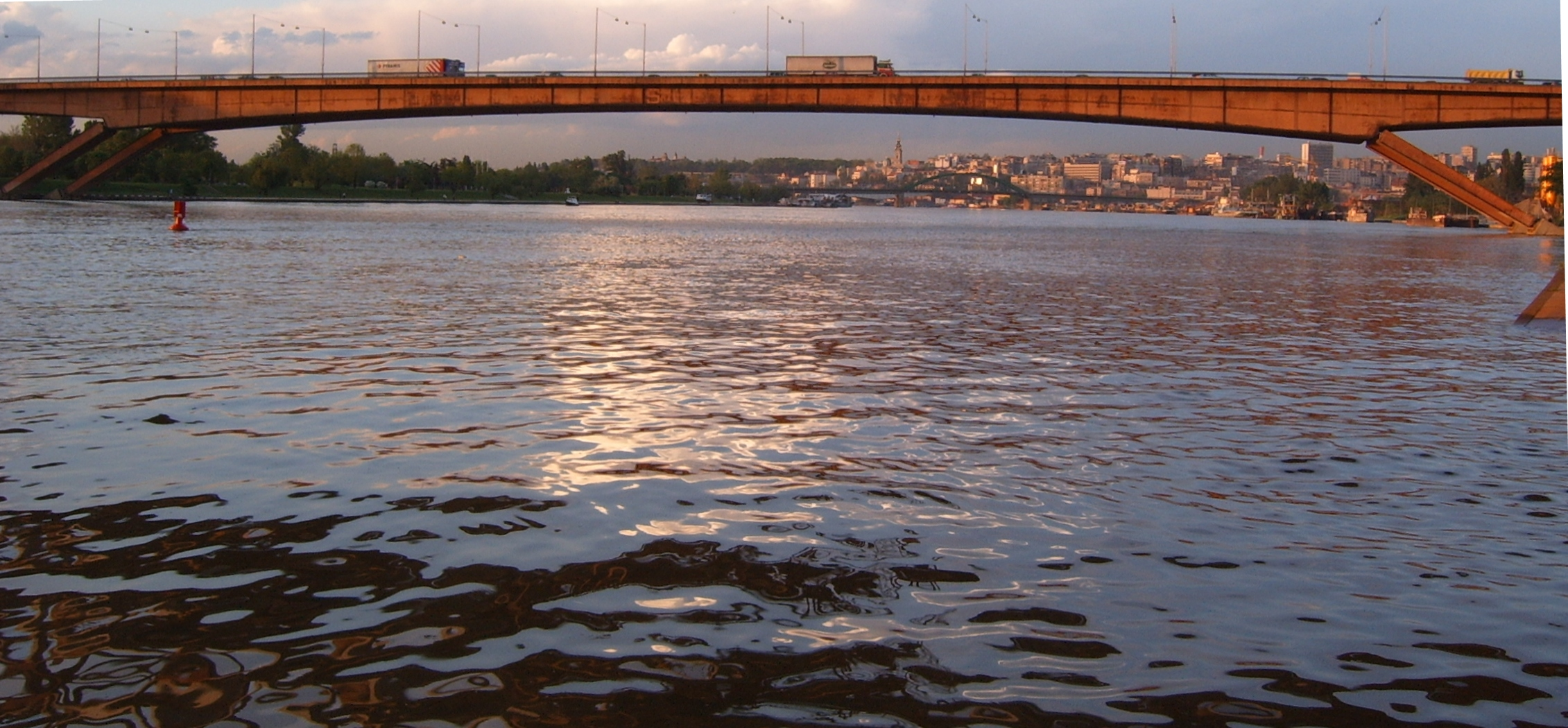
Le pont de Gazela sur la Save

La municipalité couvre une superficie de 40,74 km2. Le relief se caractérise par un terrain plat qui contraste avec les 32 collines sur lesquelles est construite la vieille ville de Belgrade. À l'exception de partie occidentale, Bežanija, à partir de 1948, Novi Beograd a été construit sur des terres autrefois marécageuses. Pendant des années, des bandes transporteuses longues de plusieurs kilomètres ont convoyé le sable de la Petite île de la guerre, située sur le Danube ; de cette île fluviale, il ne reste aujourd'hui qu'une étroite bande de terre boisée.
Dans la municipalité de Novi Beograd se trouve également la péninsule de Mala Ciganlija et l'île d'Ada Međica, toutes deux sur la Save. La baie de Zimovnik (« l'abri d'hiver ») est aujourd'hui utilisée par les chantiers navals de la société Beograd. La crête de lœss de Bežanijska kosa est située dans la partie occidentale de la municipalité, tandis qu'au sud la rivière-canal de la Galovica se jette dans la Save.
La municipalité ne compte aucune véritable forêt ; en revanche, de toutes les municipalités urbaines de Belgrade, Novi Beograd est celle qui dispose des plus grands espaces verts ; ces derniers couvrent au total 3,47 km2, soit 8,5 % du territoire. Le plus important d'entre eux est le parc de Novi Beograd-Ušće. Le dernier en date de ces parcs est le Park Republika Srpska, qui a ouvert en 2008.

## Histoire

### Origines
La première mention d'une localité sur le territoire de l'actuelle municipalité de Novi Beograd remonte à période de la présence ottomane en Serbie. Un livre datant de 1713, le Kruševski pomenik, évoque un village serbe, Bežanija, fondé en 1512 ; le livre mentionne également qu'il comptait 32 foyers ; ce nombre passa à 115 en 1810. Après le départ des Turcs, le village passa sous la domination des Habsbourgs, qui y encouragèrent l'installation de populations germaniques, de Hongrois et de Croates. Entre la Première et la Seconde Guerre mondiale, des villages furent fondés plus près de la Save, à Staro Sajmište et Novo Naselje.
Les premiers plan d'urbanisation évoquant l'expansion de Belgrade en direction de la Save datent de 1923. Mais les moyens financiers et la main d'œuvre manquaient pour drainer ces terrains alors marécageux et ces plans furent abandonnés. En 1924, Petar Kokotović ouvrit une kafana dans l'actuel quartier de Tošin Bunar et il lui donna le nom de Novi Beograd, la « Nouvelle Belgrade ». Après 1945, Kokotović devint président de la communauté locale de Novo Naselje-Bežanija, qui, par la suite, donna naissance à la municipalité de Novi Beograd. En 1924, un aéroport fut construit à Bežanija et, en 1928, l'usine Rogožerski y ouvrit ses portes. En 1934, de nouveaux plans furent élaborés pour créer un tissu urbain continu entre Belgrade et Zemun ; la même année, Zemun, qui avait été intégré à Belgrade, perdit son statut de ville séparée. Un pont sur la Save fut construit et une ligne de tramway, reliant Belgrade à Zemun fut également créée, ensemble comprenant la construction d'un nouvel aéroport.
En 1938, un ensemble de bâtiments fut élevé dans la communauté locale de Staro Sajmište. S'étendant sur environ 15 000 m2, il comprenait des espaces pour accueillir les foires et les expositions destinées à mettre en valeur l'économie du royaume de Yougoslavie. La même année, la ville de Belgrade signa un accord avec deux entreprises de construction danoises, pour la réalisation de ce nouveau quartier. L'ingénieur Branislav Nešić était à la tête du projet ; poursuivant ses travaux même après l'occupation nazie en 1941, il fut jugé pour collaboration par les autorités communistes en 1945.

### La Seconde Guerre mondiale
En 1941, les forces nazies s'emparèrent d'une grande partie du royaume de Yougoslavie. La police secrète nazie, la Gestapo, occupa Sajmište et entoura le quartier de plusieurs rangées de fils barbelés le transformant en « centre de rassemblement », euphémisme pour désigner une prison qui allait devenir un camp d'extermination.

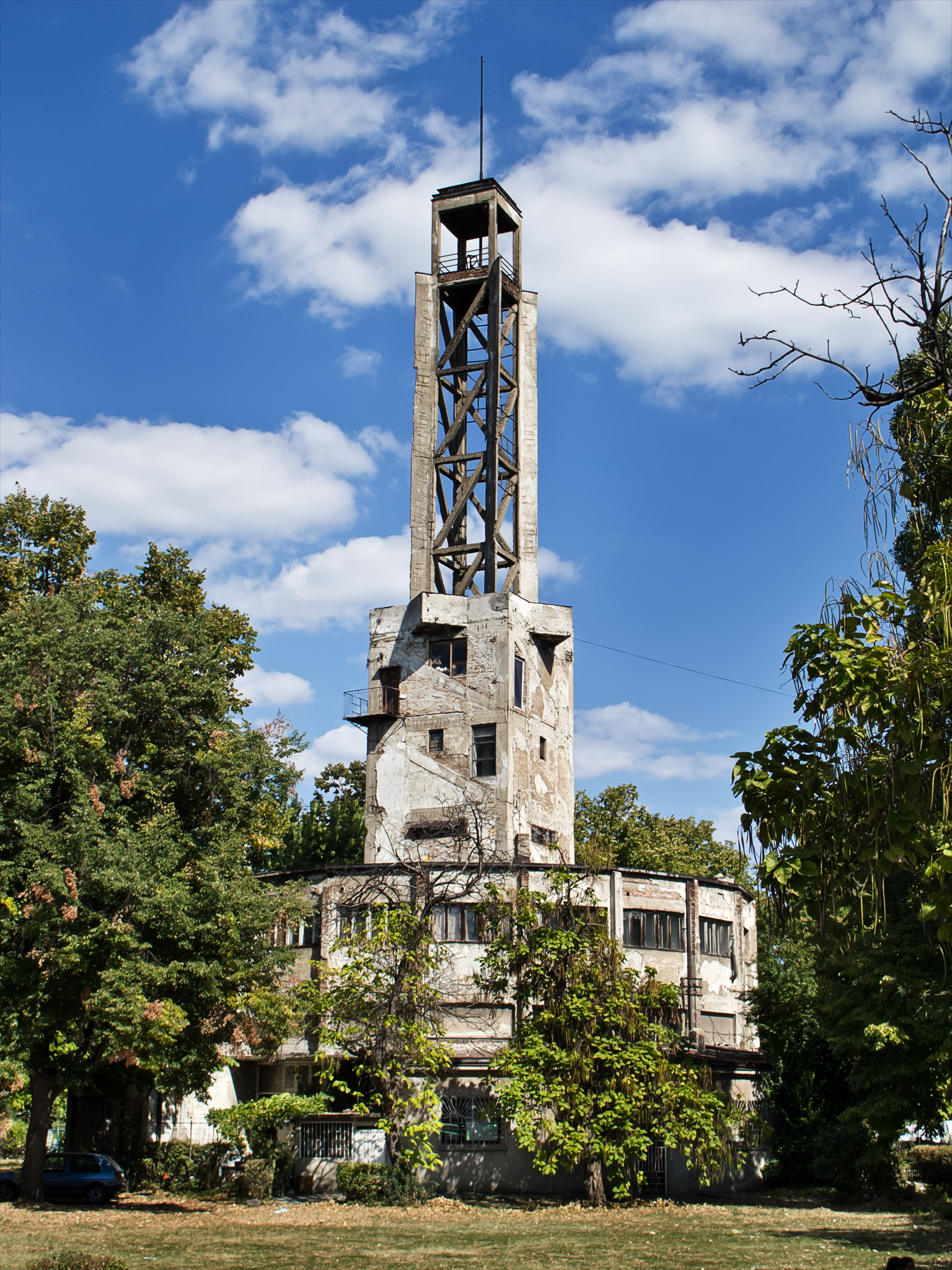
La tour centrale de Staro Sajmište, qui faisait partie du camp

Jusqu'en 1942, les nazis utilisèrent le camp de concentration de Sajmište principalement pour éliminer les Juifs de Belgrade et d'autres parties de la Serbie. À partir d'avril 1942, des prisonniers y furent amenés des camps de Jasenovac et de Stara Gradiška dirigés par le régime des Oustachis croates contrôlé par les nazis. Les Partisans communistes de Tito capturés en Serbie furent également envoyés à Sajmište. La liquidation des prisonniers se prolongea aussi longtemps que le camp lui-même dura. Parmi les prisonniers se trouvaient des femmes, des enfants et des vieillards de la région de la Kozara region, des familles juives de Belgrade et des autres villes, des familles roms, ainsi que les populations de plusieurs villages de Syrmie.
En novembre 1946, un rapport publié par la Commission nationale pour les crimes des occupants et des collaborateurs fit état d'environ 100 000 prisonniers internés dans le camp de Sajmište et l'on estime qu'environ 48 000 personnes y trouvèrent la mort[réf. nécessaire].
Le 9 juillet 1987, l'Assemblée de la ville de Belgrade décida de faire de Staro Sajmište un site culturel protégé et, le 21 avril 1995, un monument à la mémoire des victimes de Sajmište a été dévoilé au bord de la Save.

### Développement d'après-guerre

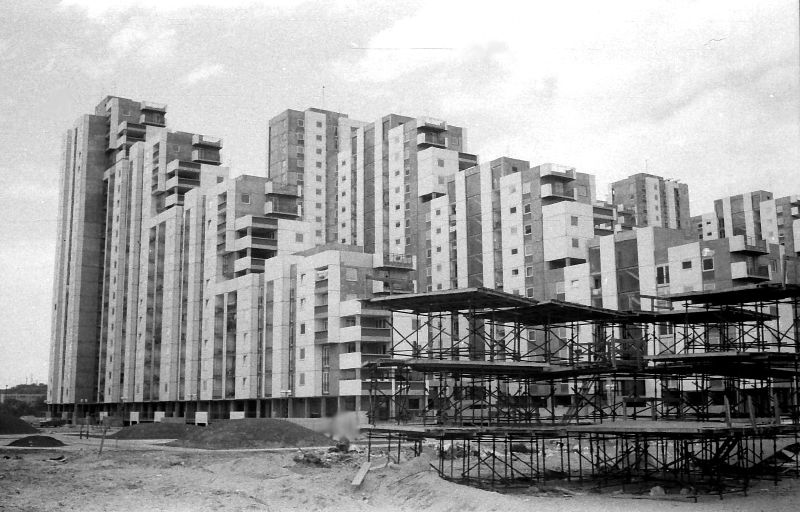
Novi Beograd en 1978

Le 11 avril 1948, trois ans après la Seconde Guerre mondiale, la zone connue aujourd'hui sous le nom de Novi Beograd, la « Nouvelle Belgrade », fit l'objet d'un vaste projet de construction. Les bâtiments s'élevèrent les uns après les autres et, en 1952, Novi Beograd devint officiellement une municipalité. En 1955, la municipalité de Bežanija fut intégrée dans la municipalité nouvellement créée. Pendant des années, le secteur resta le site des constructions les plus importantes de la république fédérative socialiste de Yougoslavie et fut une source de fierté pour les autorités communistes du pays qui surveillaient le projet.

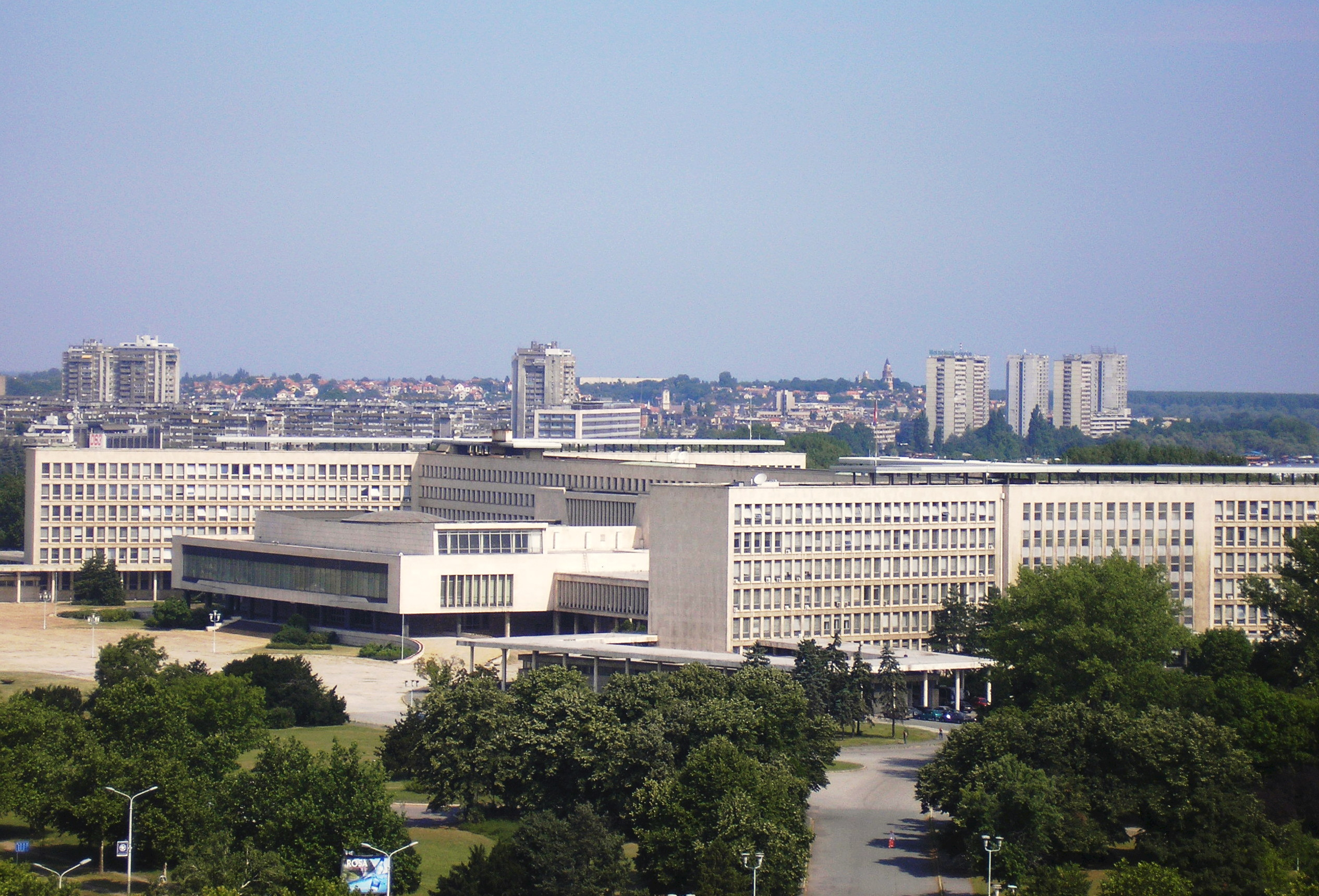
Le SIV 1 ou Palata Srbije

Pendant les trois premières années, plus de 100 000 travailleurs et ingénieurs prirent part à la construction, venus de tout le pays. Des brigades de travailleurs, originaires des villages de Serbie, se rendirent sur le site pour y travailler, ainsi que des volontaires étudiants venant des écoles supérieurs et de l'université. Les travaux étaient réalisés la nuit comme le jour. Le béton était employé, fabriqué à base de sable apporté par des charrettes tirées par des chevaux, le même sable de la Save et du Danube qui avait permis d'assécher le lieu de la construction.
Parmi les premiers immeubles bâtis figure le SIV 1 qui abritait le Conseil exécutif fédéral de Yougoslavie ; le bâtiment couvre une surface de 75 000 m2 d'espace utile ; construit à l'époque de la république fédérative socialiste de Yougoslavie, il a également servi à l'époque de la république fédérale de Yougoslavie avant sa dissolution. Le bâtiment a été renommé Palata Srbije et il abrite aujourd'hui des départements du gouvernement de la Serbie.
Les premiers bâtiments résidentiels de la municipalité furent des pavillons situés à proximité du quartier de Tošin Bunar (le « puits de Toša »). Le quartier de Studentski grad (« la ville des étudiants ») a été construit pour accueillir les étudiants de l'université de Belgrade venus de toute la Serbie.

### Lieux de mémoire

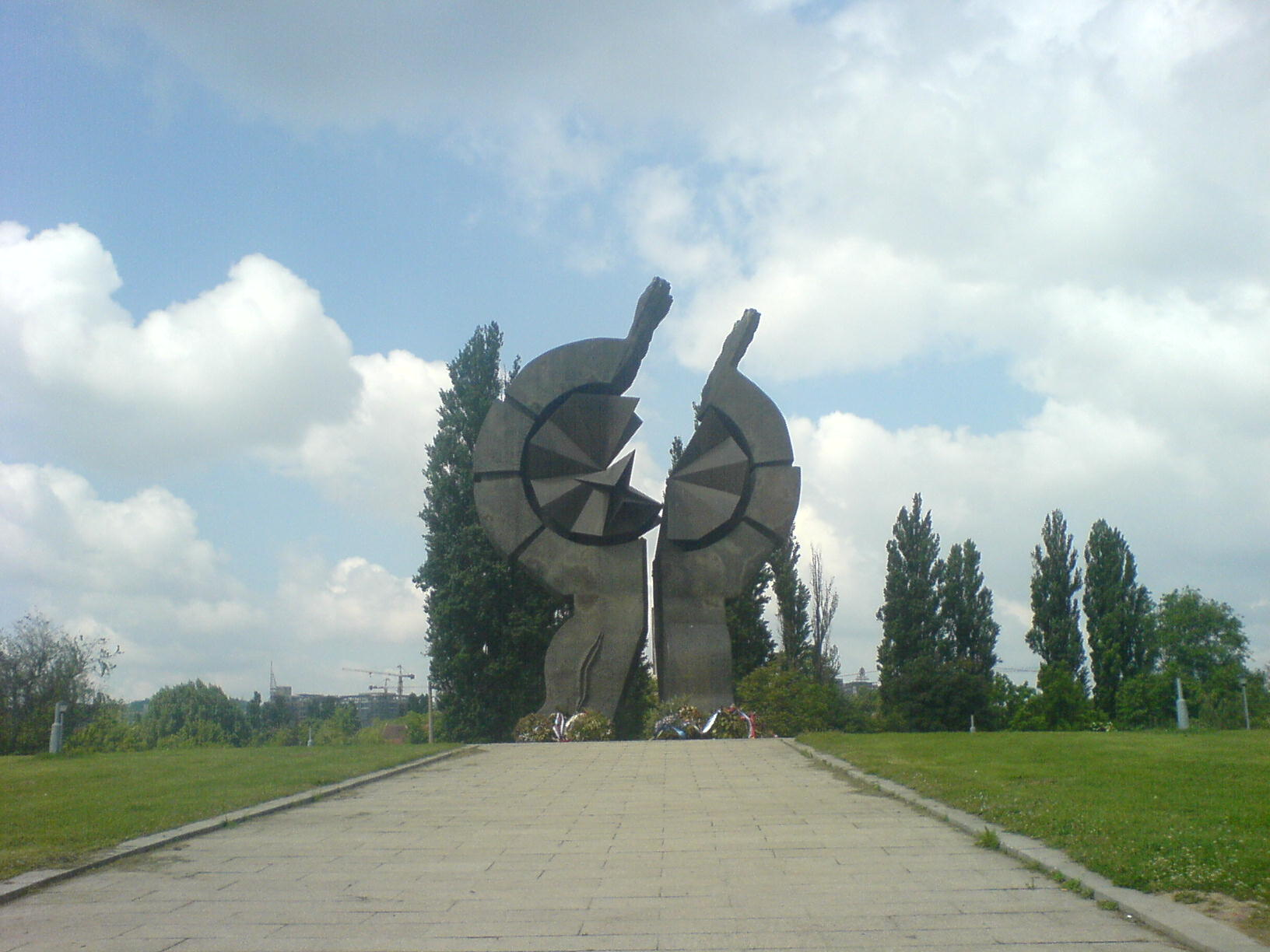
Monument en l'honneur des victimes de Sajmište, par le sculpteur Miodrag Popović

Novi Beograd abrite trois hauts lieux commémoratifs des atrocités commises pendant la Seconde Guerre mondiale.
Le camp de concentration de Sajmište est aujourd'hui classé sur la liste des biens culturels protégés de la Ville de Belgrade.
Le quartier de Ledine abrite un cimetière juif, au lieu-dit Trostruki surduk ; il fut l'un des premiers lieux d'exécution de la ville de Belgrade occupée pendant la Seconde Guerre mondiale. Fin septembre 1941, les nazis y tuèrent et enterrèrent 240 Juifs et un nombre moindre de Roms. L'emplacement du crime est marqué par une plaque commémorative avec une inscription ; ce mémorial fut placé à cet endroit par l'Association des organisations de vétérans et inauguré le 20 octobre 1946. Le cimetière figure aujourd'hui sur la liste des biens culturels protégés de la Ville de Belgrade. Il a été rénové en 2008.
Le cimetière commémoratif de Bežanijska kosa est situé au lieu-dit de Belanovićeva rupa ; pendant la Seconde Guerre mondiale, les forces d'occupation y creusèrent 70 tombes collectives et y enterrèrent 8 000 victimes, abattues sur place ou amenées d'autres camps de la mort. La tombe commémorative est située à côté du cimetière de Bežanija. Le monument a été commandité par l'Association des vétérans de la guerre de libération et il a été dévoilé le 7 juillet 1951. Ce cimetière figure également sur la liste des biens culturels protégés de la Ville de Belgrade.

## Quartiers de Novi Beograd

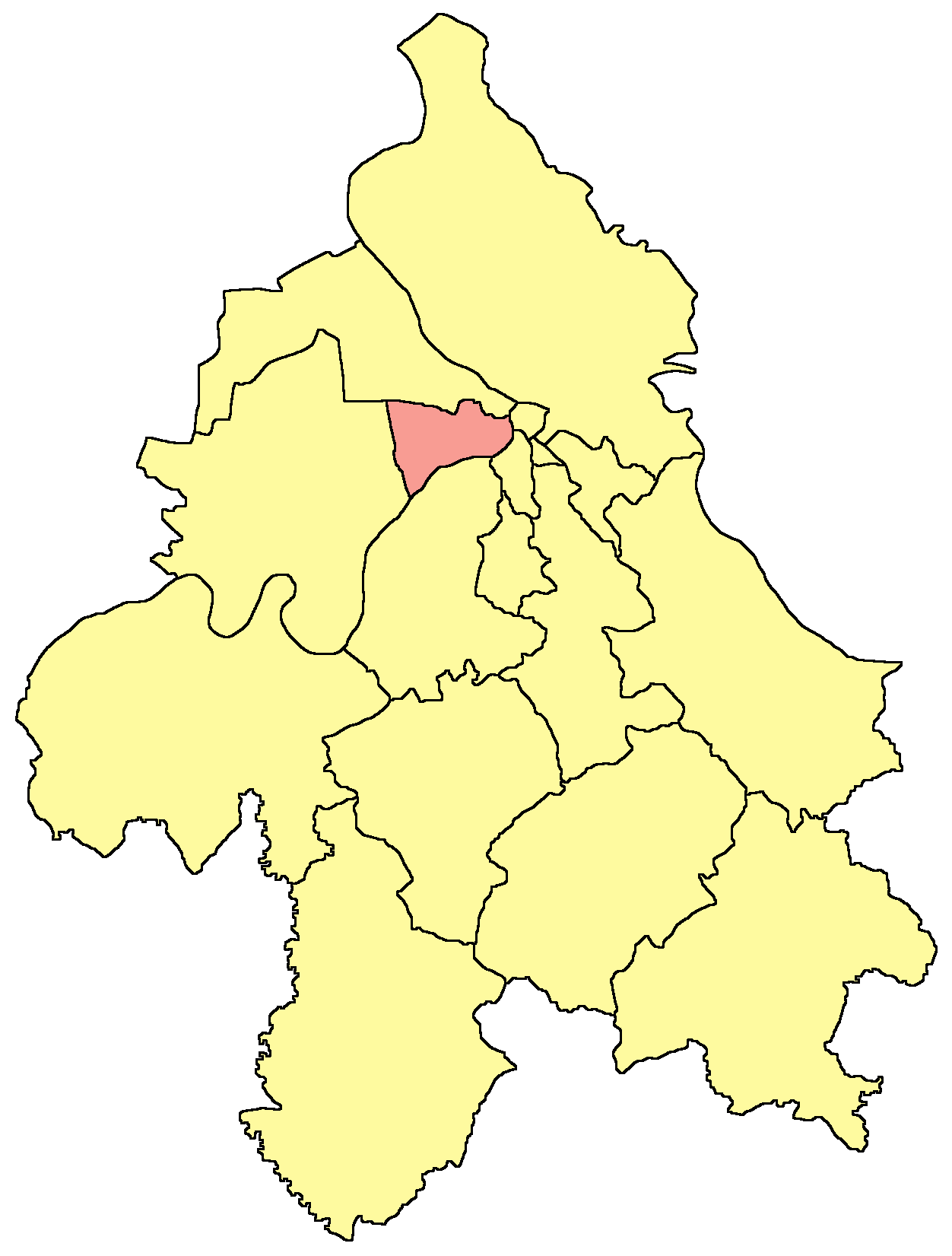
Localisation de la municipalité de Novi Beograd dans la Ville de Belgrade

Comme toutes les autres municipalités de Serbie, Novi Beograd est divisé en plusieurs communautés locales (en serbe : mesna zajednica). En dehors de Bežanija et de Staro Sajmište, aucun autre quartier ne possède un nom historique ou traditionnel. En revanche, en cinq décennies d'existence, certaines parties de la municipalité sont progressivement devenues des quartiers distincts.
Liste des quartiers de Novi Beograd :
| - Ada Međica - Airport City - Belville - Bežanija - Bežanijska kosa | - Blokovi - Delta City - Dr Ivan Ribar - Fontana - Ledine | - Mala Ciganlija - Novi Beograd - Paviljoni - Savograd - Savski Nasip | - Staro Sajmište - Studentski grad - Tošin Bunar - Ušće |

Parmi les quartiers les plus récents ou encore en construction, figurent ceux de Airport City, Delta City, Savograd et Belville.
Officiellement, la municipalité est également divisée en différents Bloks :
| - Blok 1 - Blok 2 - Blok 3 - Blok 4 - Blok 5 - Blok 6 - Blok 8a | - Blok 10 - Blok 11b - Blok 13 - Blok 14 - Blok 15 - Blok 16 - Blok 17 - Blok 18 - Blok 19 - Blok 19a | - Blok 20 - Blok 21 - Blok 22 - Blok 23 - Blok 24 - Blok 25 - Blok 26 - Blok 28 - Blok 29 | - Blok 30 - Blok 31 - Blok 32 - Blok 33 - Blok 34 - Blok 35 - Blok 37 - Blok 38 - Blok 39 | - Blok 40 - Blok 42 - Blok 43 - Blok 44 - Blok 45 - Blok 49 | - Blok 50 | - Blok 60 - Blok 61 - Blok 62 - Blok 63 - Blok 64 - Blok 65 - Blok 67 - Blok 67a | - Blok 70 - Blok 70a |

## Démographie

### Évolution historique de la population
| 1948  | 1953   | 1961   | 1971   | 1981    | 1991    | 2002    | 2011    |
| ----- | ------ | ------ | ------ | ------- | ------- | ------- | ------- |
| 9 195 | 11 339 | 33 347 | 92 200 | 173 541 | 224 424 | 217 773 | 212 104 |

|  |

## Religion (2002)
Sur le plan religieux, la municipalité de Novi Beograd est essentiellement peuplée de Serbes orthodoxes. Elle relève de l'archevêché de Belgrade-Karlovci (en serbe cyrillique : Архиепископија београдско-карловачка), qui a son siège à Belgrade.

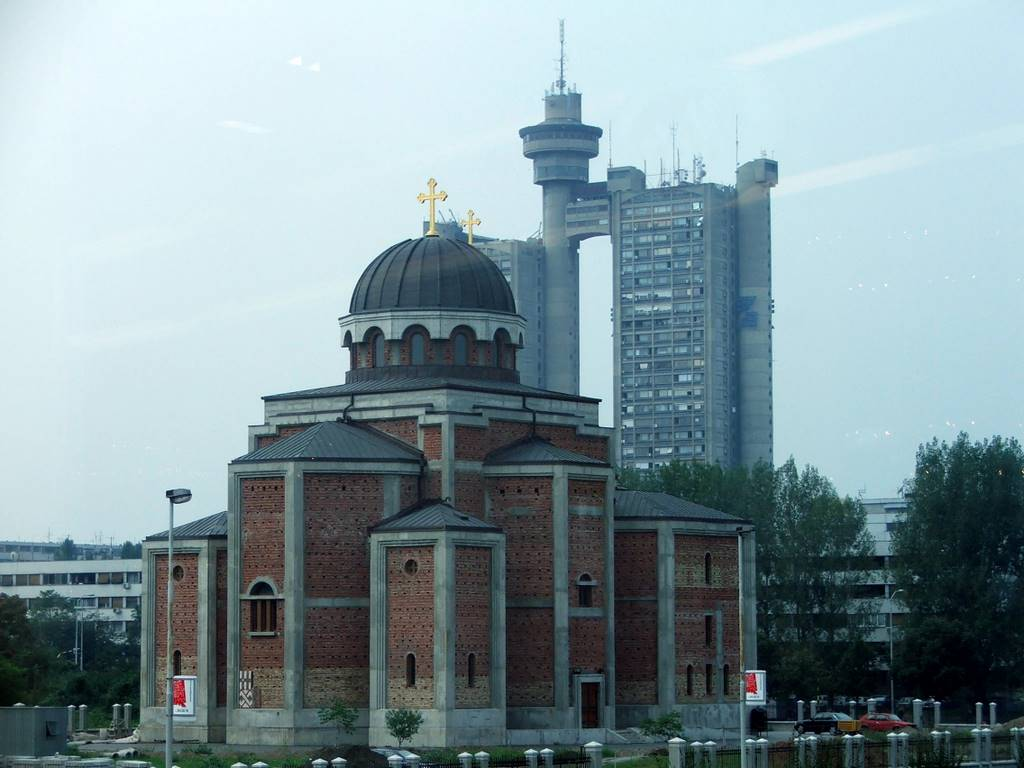
L'église Saint-Dimitri de Belgrade

## Politique
À la suite des élections locales serbes de 2012, Aleksandar Šapić, né en 1978, membre du Parti démocratique de l'ancien président Boris Tadić, a été élu président (maire) de la municipalité de Novi Beograd.

## Ambassades
La municipalité de Novi Beograd accueille trois ambassades. L'ambassade d'Australie se trouve aux n° 38-40 de la rue Vladimira Popovića et l'ambassade du Japon au n° 6 de la même rue. L'ambassade de Slovaquie est située au 18 Bulevar umetnosti.

## Architecture

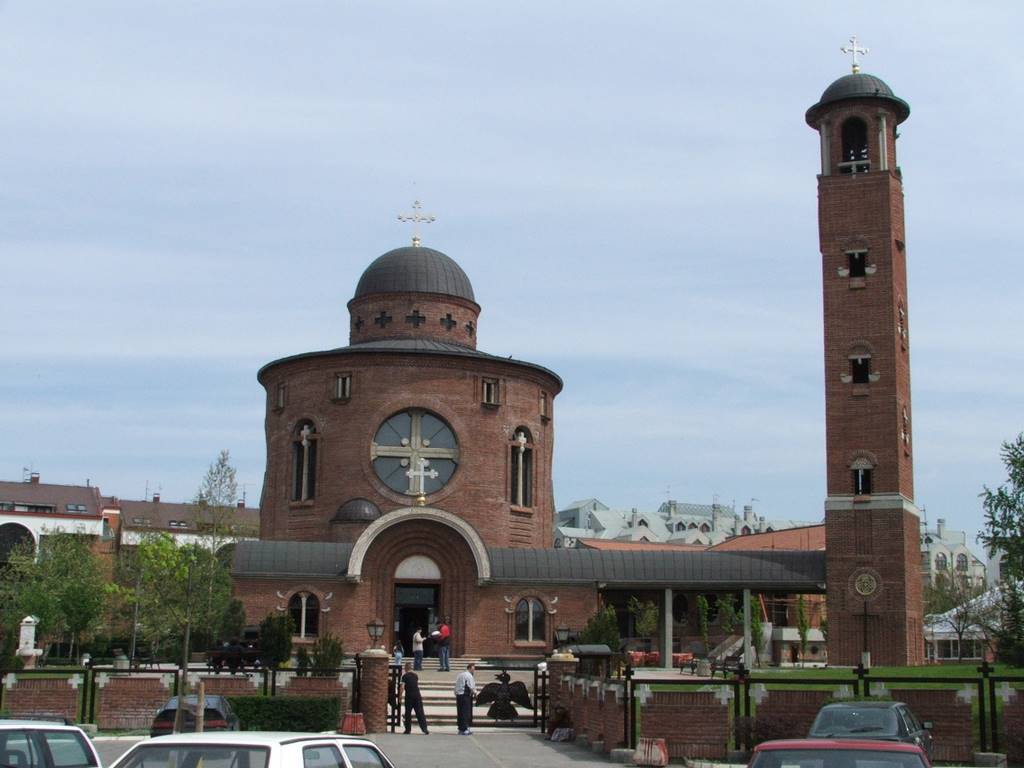
L'église Saint-Basile d'Ostrog, 1996-2001

L'église Saint-Georges de Bežanija, située 70 rue Vojvođanska, dans le quartier de Bežanija, a été construite en 1878 ; l'architecture de l'édifice est composite : elle mêle des éléments néoclasiques, baroques et néoromantiques, dans la lignée de l'éclectisme dominant en Europe à cette époque ; cette église, qui constitue l'un des bâtiments les plus anciens de Novi Beograd, est inscrite sur la liste des biens culturels protégés de la Ville de Belgrade. L'église Saint-Basile d'Ostrog de Belgrade, située rue Partizanskih avijacija, est la seule église de Novi Beograd édifiée après la Seconde Guerre mondiale ; elle a été construite entre 1996 et 2001, d'après des plans de l'architecte Mihajlo Mitrović ; pour cette église, Mitrović a adopté le modèle de la rotonde paléo-chrétienne combinée avec des galeries latérales et un grand clocher situé à l'ouest de l'ensemble ; elle est caractéristique d'une architecture à la fois contemporaine et vernaculaire. Trois autres églises sont situées dans la municipalité : l'église Saint-Dimitri-Martyr (3 rue Omladinskih brigada), l'église Saint-Thomas (Novo Bežanijsko groblje) et l'église Saint-Siméon (2a rue Antifašističke borbe).

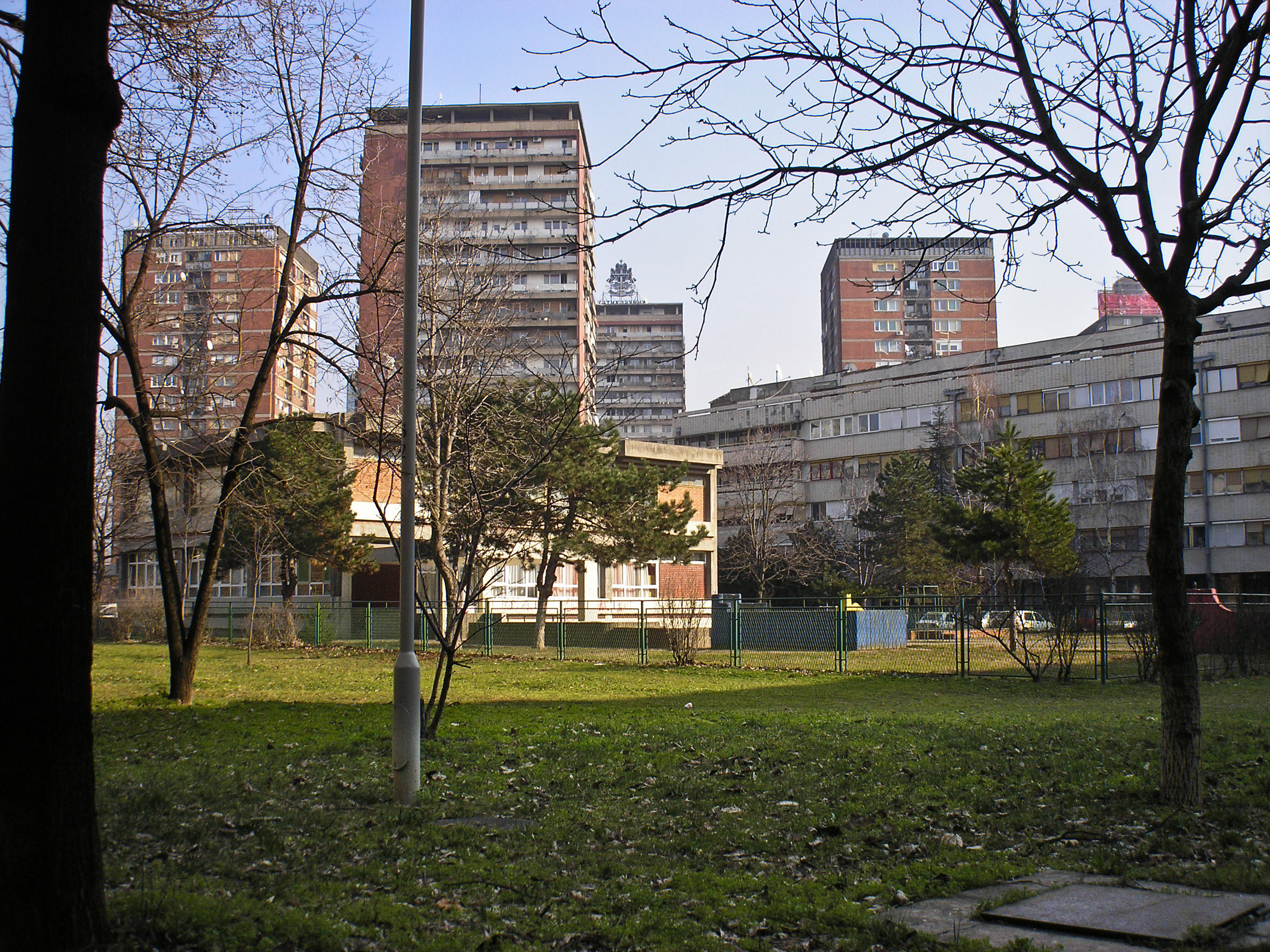
Les Six caporaux, dans le Blok 21

Créée en 1948, Novi Beograd est une municipalité à l'allure et à l'architecture essentiellement modernes. Beaucoup de Bloks résidentiels relèvent de l'architecture brutaliste. Dans cette tendance, on peut citer le quartier des Blokovi ou l'ensemble des Six caporaux, dans le Blok 21.
En revanche, la municipalité, par certaines réalisations contemporaines, peut intéresser les amateurs d'architecture.
La Palata Srbije, ou « Palais de Serbie », est situé Bulevar Mihaila Pupina ; la construction de l'édifice a commencé en 1947, selon les plans originaux d'une équipe de quatre architectes, Vladimir Potočnjak, Anton Urlih, Zlatko Nojman et Dragica Perak, dans le but d'y installer le Conseil exécutif fédéral (gouvernement) de la République fédérative socialiste de Yougoslavie. En 1956, l'architecte Mihailo Janković se chargea du projet original tout en lui apportant de nombreuses modifications. La Palata Srbije présente un mélange de classicisme au niveau de la structure principale et de modernisme, par exemple dans le grand hall d'entrée surmonté d'un dôme de verre. L'édifice est, à tort, parfois considéré comme appartenant au réalisme socialiste stalinien ; en fait, ce style n'est pas représenté dans la capitale serbe, à l'exception du Dom sindikata, la « Maison des syndicats ». La structure de base du bâtiment, en forme de H, couvre une surface d'environ 65 000 m2. Le Palais abrite aujourd'hui six ministères du Gouvernement de la Serbie.

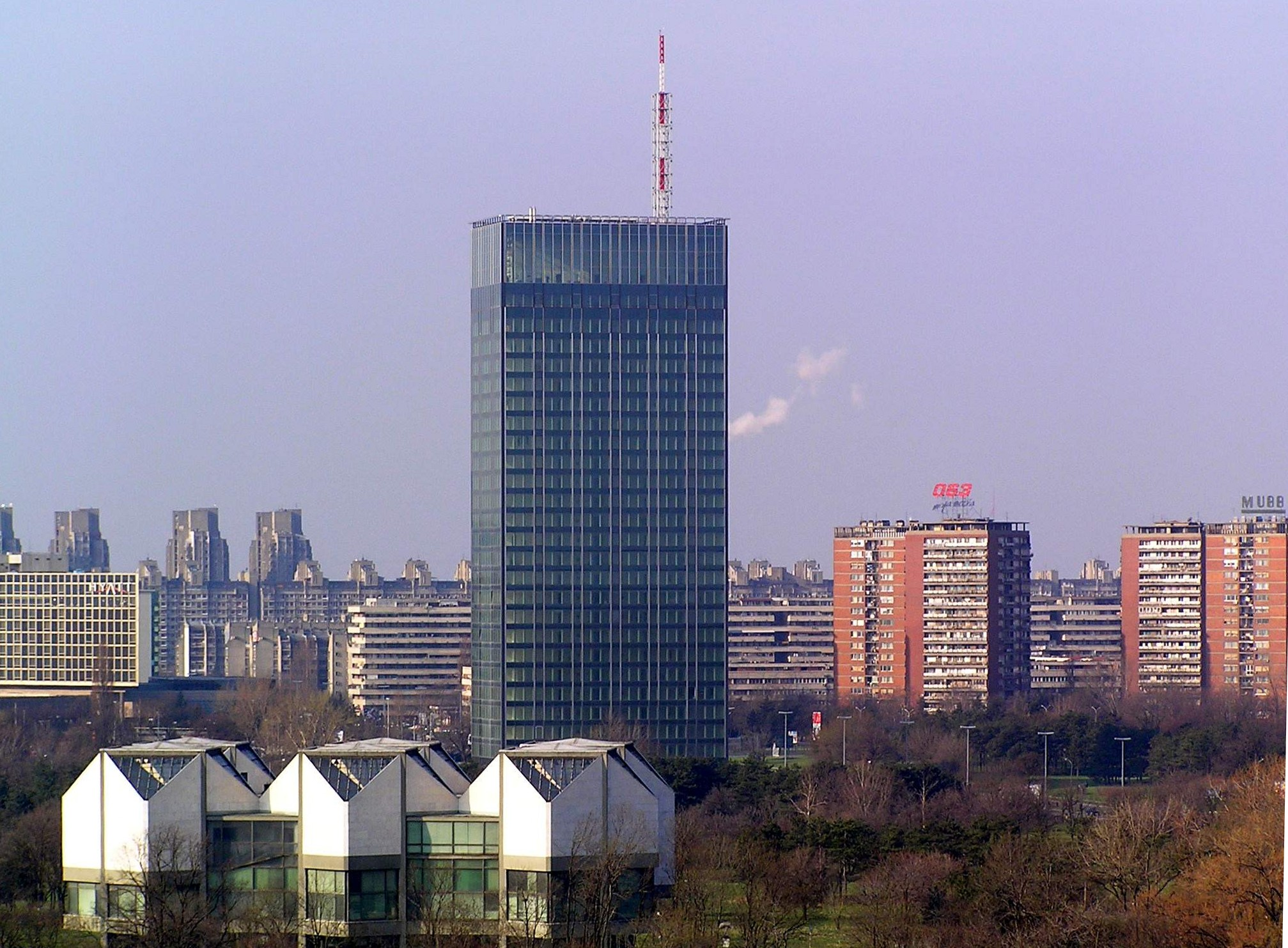
Le Musée d'Art contemporain (premier plan) et la tour Ušće (second plan

Le bâtiment du Musée d'Art contemporain, situé rue Ušće, a été construit entre 1962 et 1965 d'après des plans réalisés par les architectes Ivan Antić et Ivanka Raspopović. Situé à proximité de la Save, il est visible, notamment, depuis la forteresse de Belgrade ; les architectes ont partiellement effacé la limite entre l'extérieur et l'intérieur du bâtiment. En 1965, les architectes ont été récompensés pour leur création.
La tour Ušće, dans le Blok 16, est un des bâtiments emblématiques de la ville de Belgrade ; construite en 1964, la tour domine le confluent de la Save et du Danube ; elle a été réalisée d'après les plans de l'architecte Mihailo Janković. Elle a servi de quartier général pour le Comité central du Parti communiste de Yougoslavie et elle était considérée comme le symbole de la période titiste et était familièrement surnommée « la tour CK » (à prononcer : Tsé-Ka), « Comité Central ». Endommagée par les frappes aériennes de l'OTAN en 1999, elle a été restaurée avec une généralisation du verre sur les façades, ce qui lui confère un aspect plus contemporain.

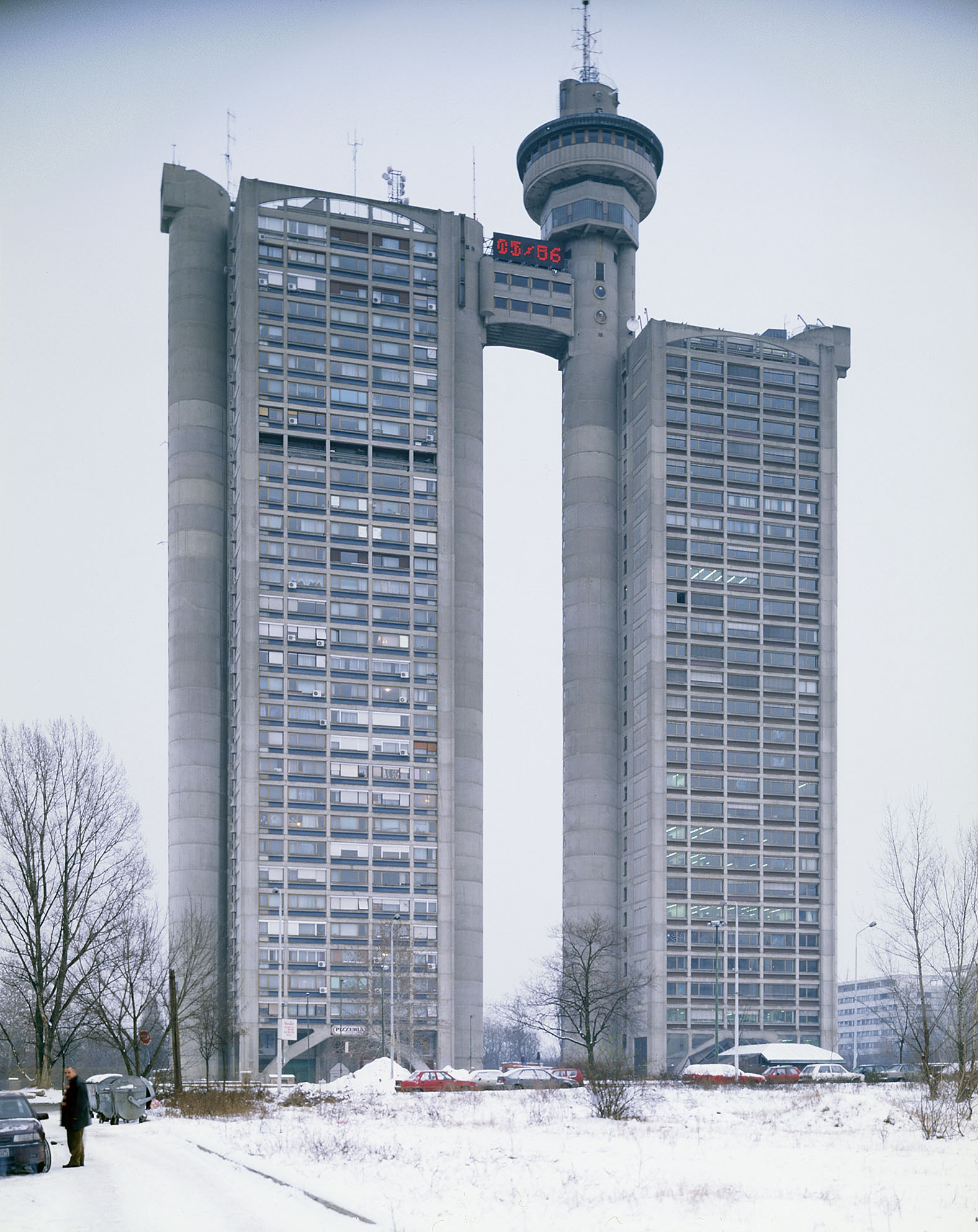
La tour Genex

Parmi les autres créations contemporaines de la municipalité figure le Sava centar, un centre de congrès construit entre 1976 et 1979, d'après des plans de l'architecte Stojan Maksimović.
La tour Genex constitue aussi un des emblèmes de la ville de Belgrade. Officiellement appelée la Porte occidentale de Belgrade (en serbe cyrillique : Западна Капија Београда ; en serbe latin : Zapadna Kapija Beograda), elle est un gratte-ciel situé dans le Blok 33. Elle a été dessinée en 1977 par l'architecte Mihajlo Mitrović et est caractéristique du style brutaliste ; elle est constituée d'un ensemble de deux tours reliées entre elles par un restaurant tournant. Par sa hauteur (115 m), elle arrive en seconde position à Belgrade, après la tour Ušće.
L'architecture contemporaine de Novi Beograd est marquée par le fonctionnalisme. Elle s'intéresse à la construction des hôtels, comme l'Hôtel Continental Belgrade, situé 10 rue Vladimira Popovića dans le Blok 19 ou l'hôtel Hyatt Regency Belgrade, situé 5 rue Milentija Popovića dans le Blok 20. Elle s'intéresse aussi aux constructions collectives, comme celle de la Belgrade Arena, construite entre 1992 et 2004 selon des plans de l'architecte Vlada Slavica.

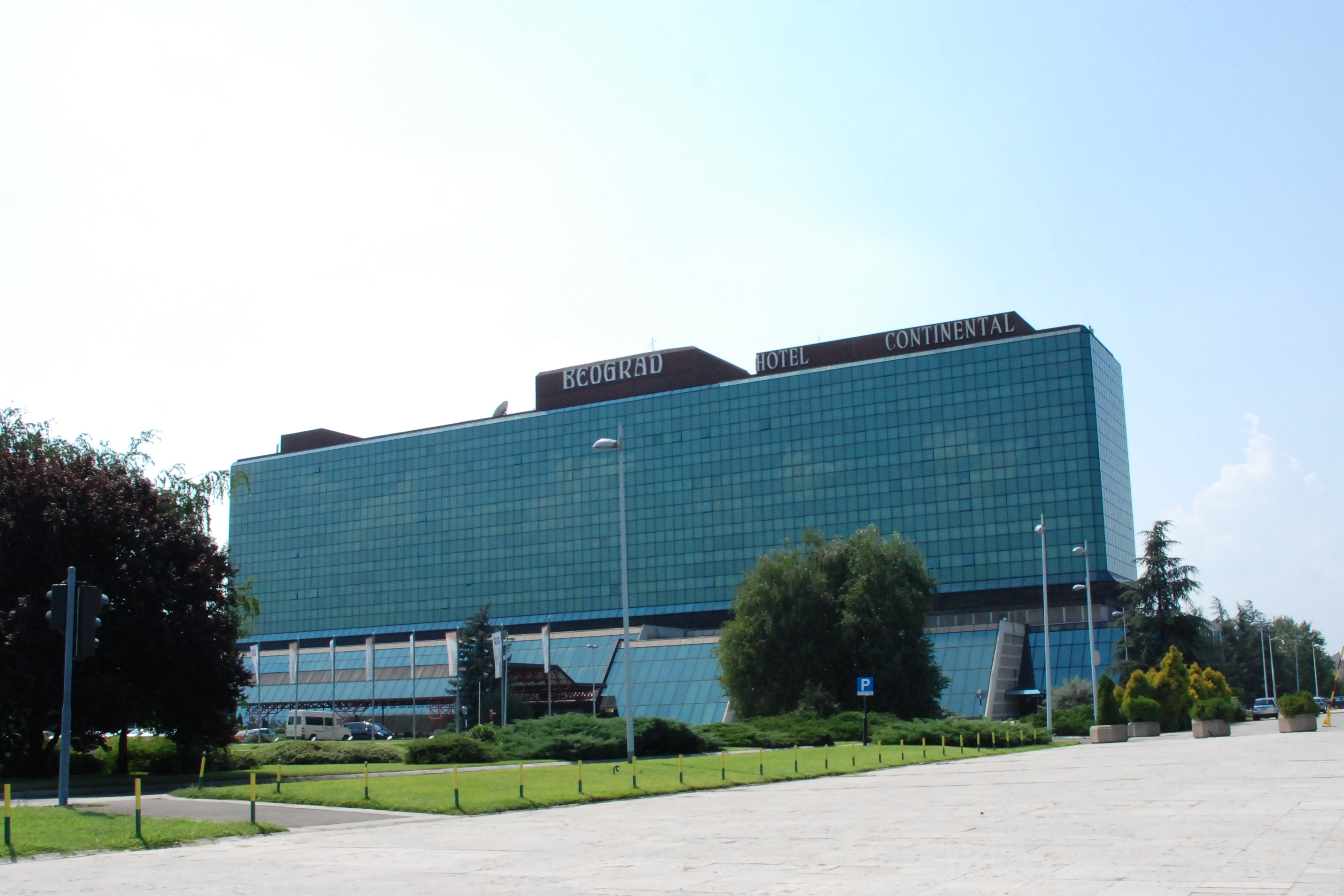
L'Hôtel Continental Belgrade
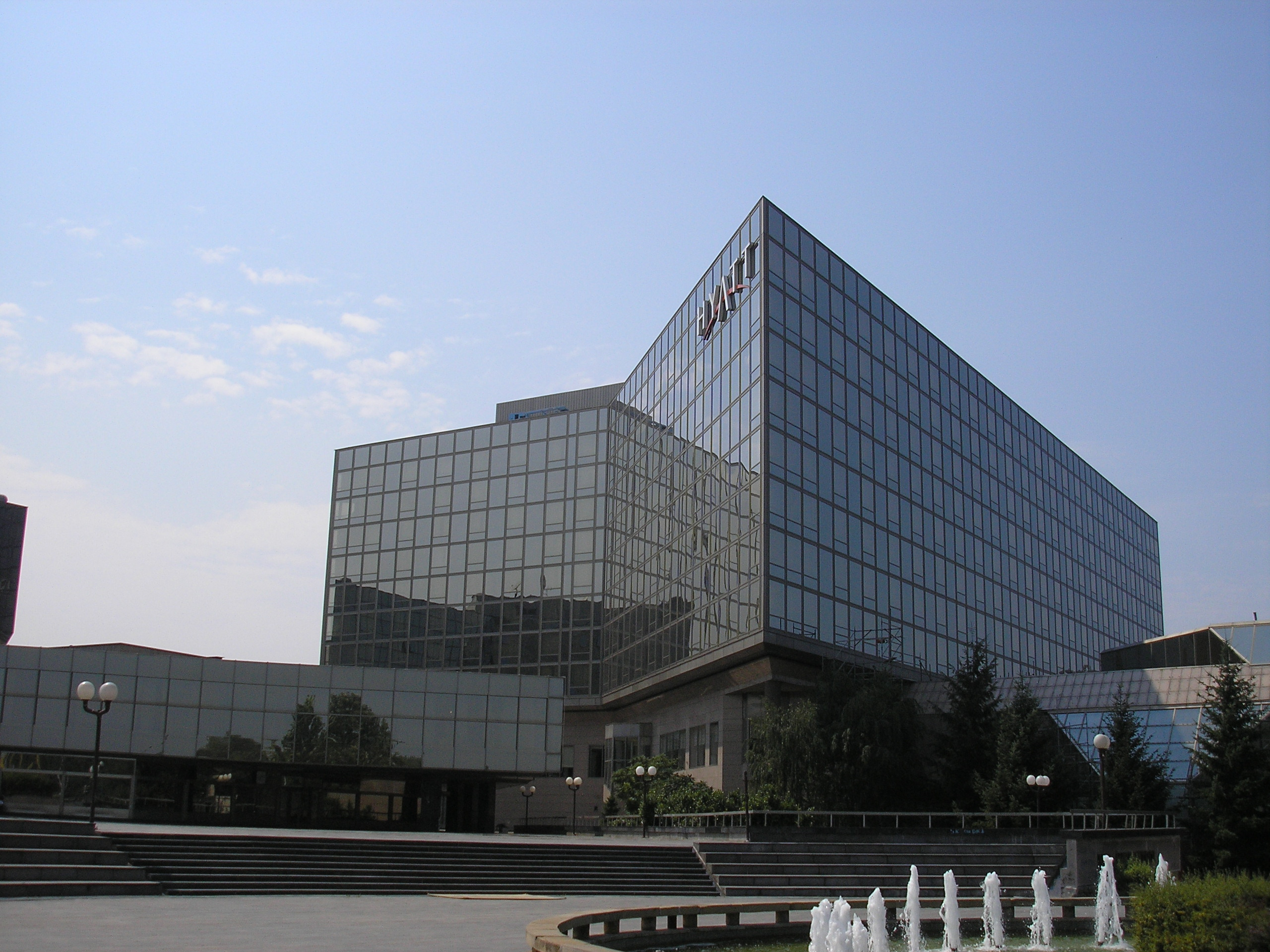
Le Hyatt Regency Belgrade

## Culture

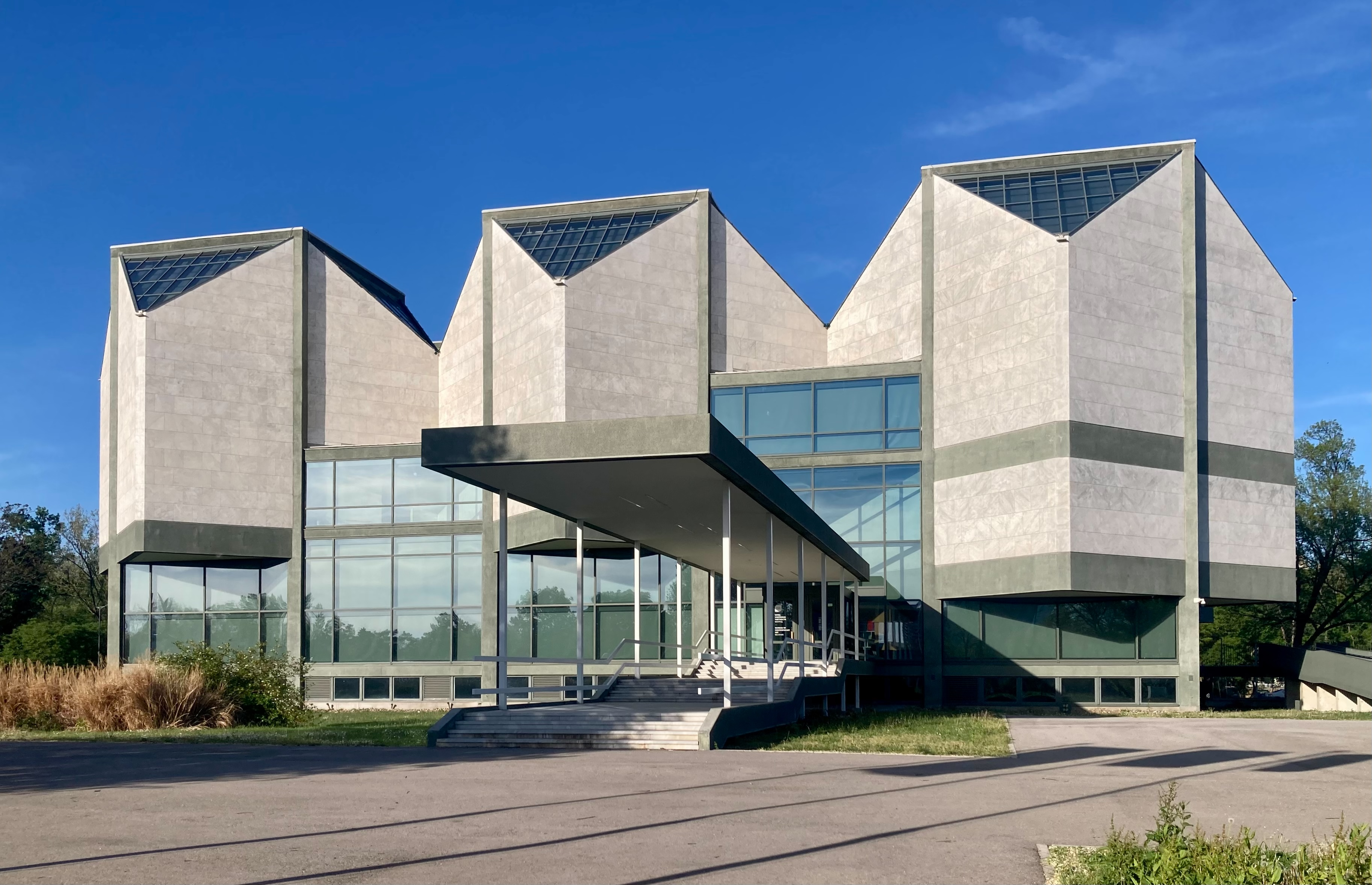
Le Musée d'art contemporain de Belgrade

Parmi les institutions culturelles de Novi Beograd figure le Musée d'art contemporain de Belgrade (Muzej savremene umetnosti), souvent surnommé le MoCAB ; fondé en 1958 sous le nom de Musée d'Art moderne et ouvert en 1965, il présente des œuvres postérieures à 1900 créées dans tous les pays de l'ex-Yougoslavie ; la collection permanente compte quelque 8 500 œuvres ; le musée accueille également des expositions internationales dans les domaines de l'art moderne et de l'art contemporain. Il a été construit au bord de la Save dans le parc d'Ušće, non loin du pont de Branko. Novi Beograd abrite également les Archives historiques de Belgrade (Istorijski arhiv Beograda), situées au n° 1 rue Palmira Toljatija, qui rassemblent des documents provenant des 17 municipalités de la Ville de Belgrade sur une période allant du milieu du XVIIIe siècle à la fin du XXe siècle ; elles possèdent ainsi une surface de stockage de 2 400 m2, soit plus de 12,5 km linéaires de documents.
Le Petit théâtre Duško Radović (Malo pozorište Duško Radović) est situé 1 rue Goce Delčeva ; fondé en 1948, c'est un théâtre pour les enfants qui présente notamment des spectacles de marionnettes.

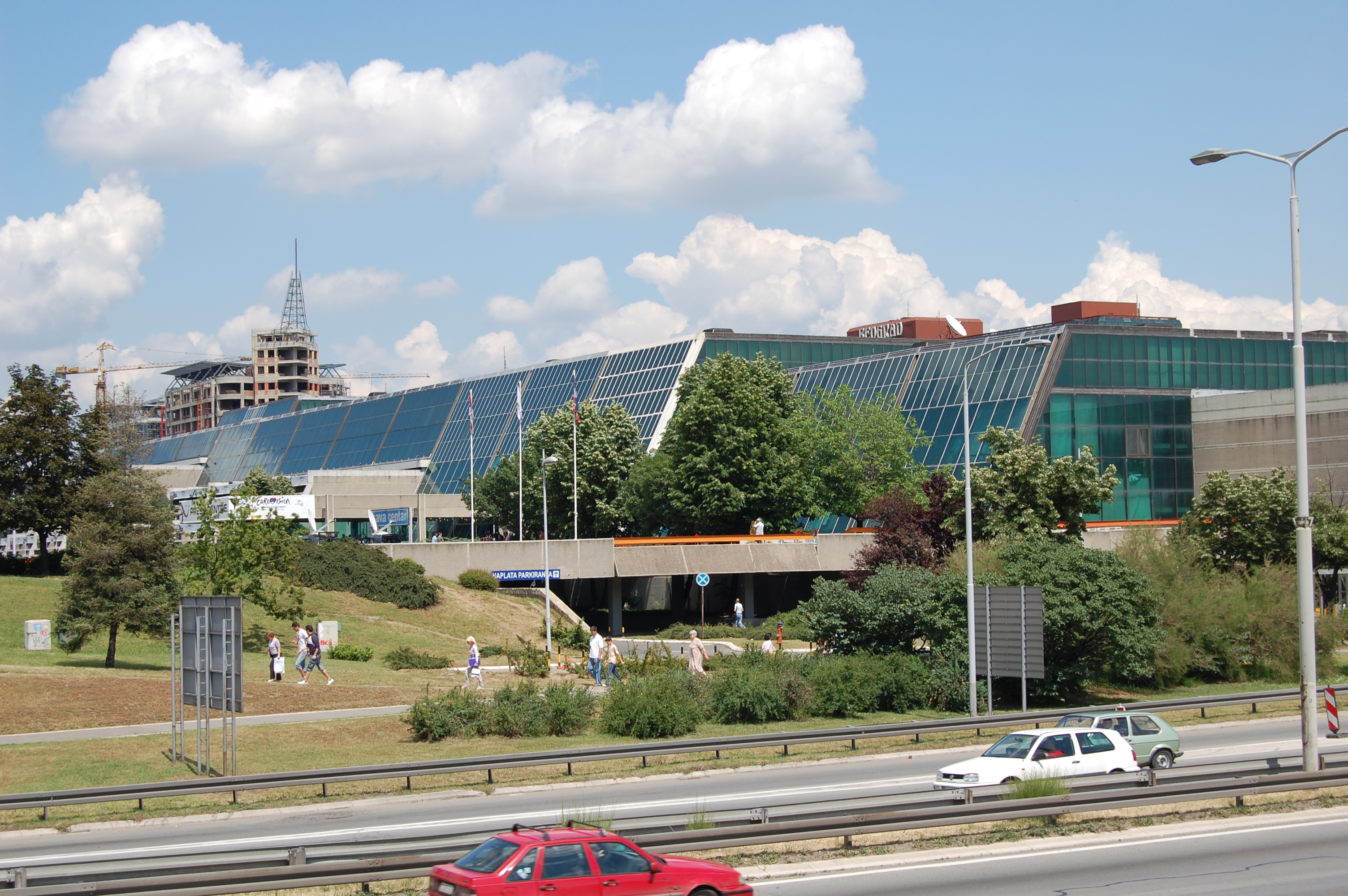
Le Sava centar

Parmi les associations qui animent la vie culturelle de Belgrade, on[Qui ?] peut citer le Centre culturel des étudiants (Studentski kulturni centar ; en abrégé : FKC), situé 152a Bulevar Zorana Đinđića ; fondé en 1968, il a ouvert ses portes en 1971 et, dans les années 1980, il a joué un rôle important dans la diffusion de la nouvelle vague du rock yougoslave ; on y donne des concerts ainsi que des représentations théâtrales et cinématographiques. on[Qui ?] peut également citer la Maison de la culture de Studentski grad (Dom kulture Studentski grad), située 179 Bulevar Zorana Đinđića, ou le Réseau culturel de Novi Beograd (Novobeogradska kulturna mreža), qui se trouve 221 rue Jurija Gagarina, dans le Blok 45.
Le Sava centar, 9 rue Milentija Popovića, a été construit en 1977 ; il constitue un grand centre de congrès mais il accueille également de nombreuses manifestations culturelles (musique, danse, théâtre, cinéma etc.), notamment dans le cadre des festivals FEST (cinéma), BEMUS (musique) et BITEF (théâtre).
La municipalité dispose d'une dizaine de bibliothèques et de trois grands complexes pour le cinéma : Fontana, Kolosej et le Cineplexx Delta City Beograd.

## Sport
Novi Beograd compte deux clubs de football : le FK Bežanija, situé 68 rue Vojvođanska, qui a été créé en 1921 et qui dispose d'un stade construit en 2001 avec 2 000 places assises, et le FK Radnički, fondé en 1919, qui a son siège 190 rue Tošin bunar. Le club universitaire de handball URK Novi Beograd a son siège 147 rue Tošin bunar ; il a été fondé en 1953. Le club de handball RK Novi Beograd, situé 2 rue Palmira Toljatija, a été créé en 2009. La municipalité dispose aussi d'un club d'athlétisme, l'Atletski klub Novi Beograd, situé 20 rue Pariske komune.
Le club de tir SK Novi Beograd - Ušće a son siège 71a Španskih boraca, dans le Blok 24. L'ancien club de basket-ball KK Vizura a fusionné en 2009 avec le KK Mega Vizura.

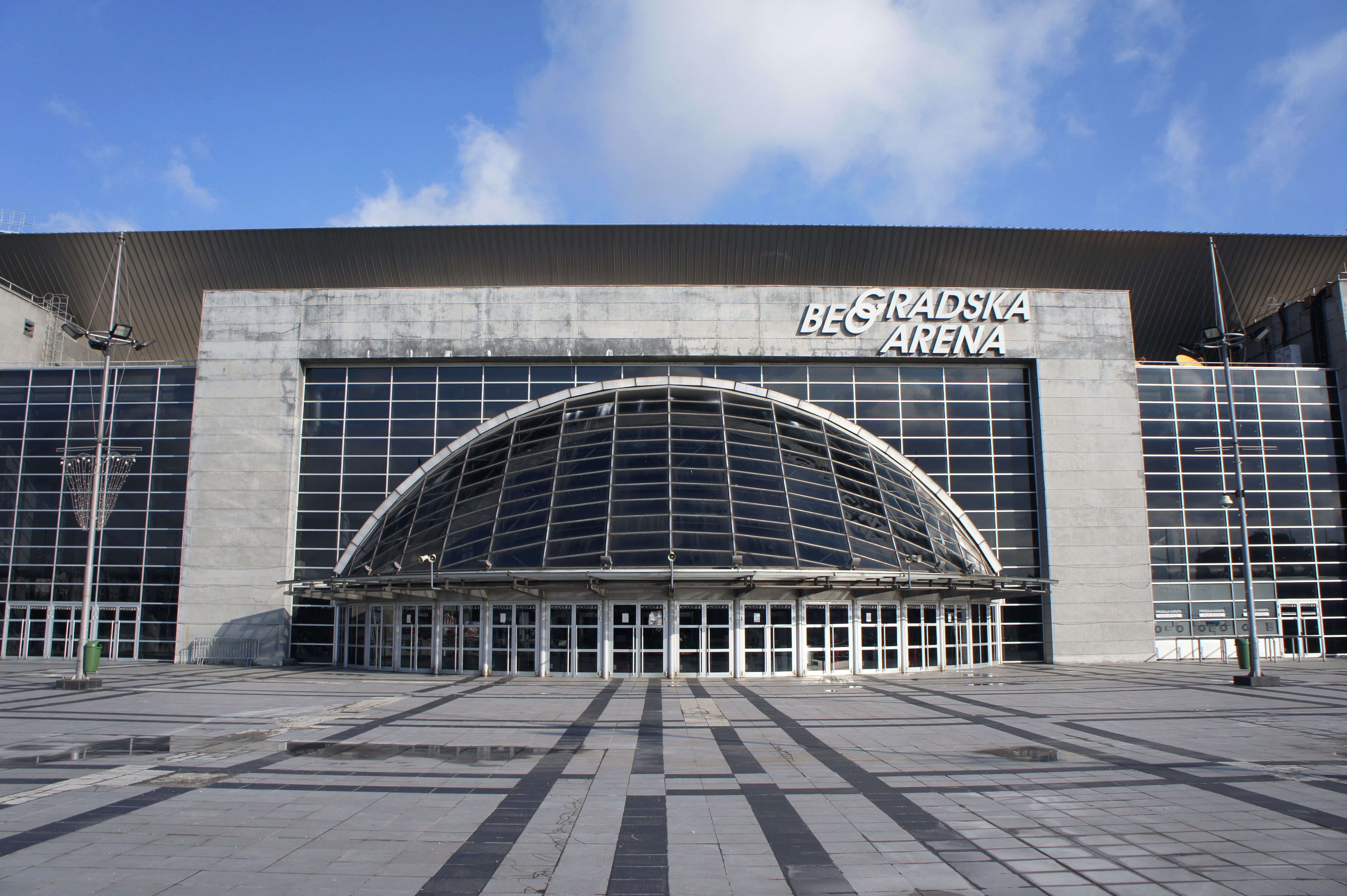
La Belgrade Arena

La municipalité abrite par ailleurs trois grandes installations sportives. Le Sportski centar Novi Beograd, le « centre sportif de Novi Beograd », a été inauguré en 1979 ; il est constitué de deux ensembles : le SRC 11. april et la Hala sportova (la « salle de sport »), ouverts près de 350 jours par an. Le SRC 11. april possède 11 000 m2 d'installations sportives, dont 3 piscines en plein air ; il abrite aussi deux cafés, un restaurant, une cinquantaine de magasins et quelques bureaux. La Hala sportova, dont le nom officiel est Palata sportova, le « Palais des sports », offre une superficie de 5 200 m2 de terrains de sport.
La Belgrade Arena, l'une des plus célèbres salles de sports de Belgrade, est située au 58 Bulevar Arsenija Čarnojevića. Elle couvre une superficie de 48 000 m2 répartis sur six niveaux et peut accueillir entre 18 000 et 25 000 spectateurs selon le type d'événement ; on y organise des compétitions sportives, comme certains matchs du championnat d'Europe de handball masculin 2012, mais aussi des concerts.
Le Sportski centar Vizura a son siège 224a rue Tošin bunar ; il héberge notamment le club de volley-ball féminin OK Vizura, fondé en 2003 et le club de basket-ball masculin KK Mega Vizura.

## Éducation

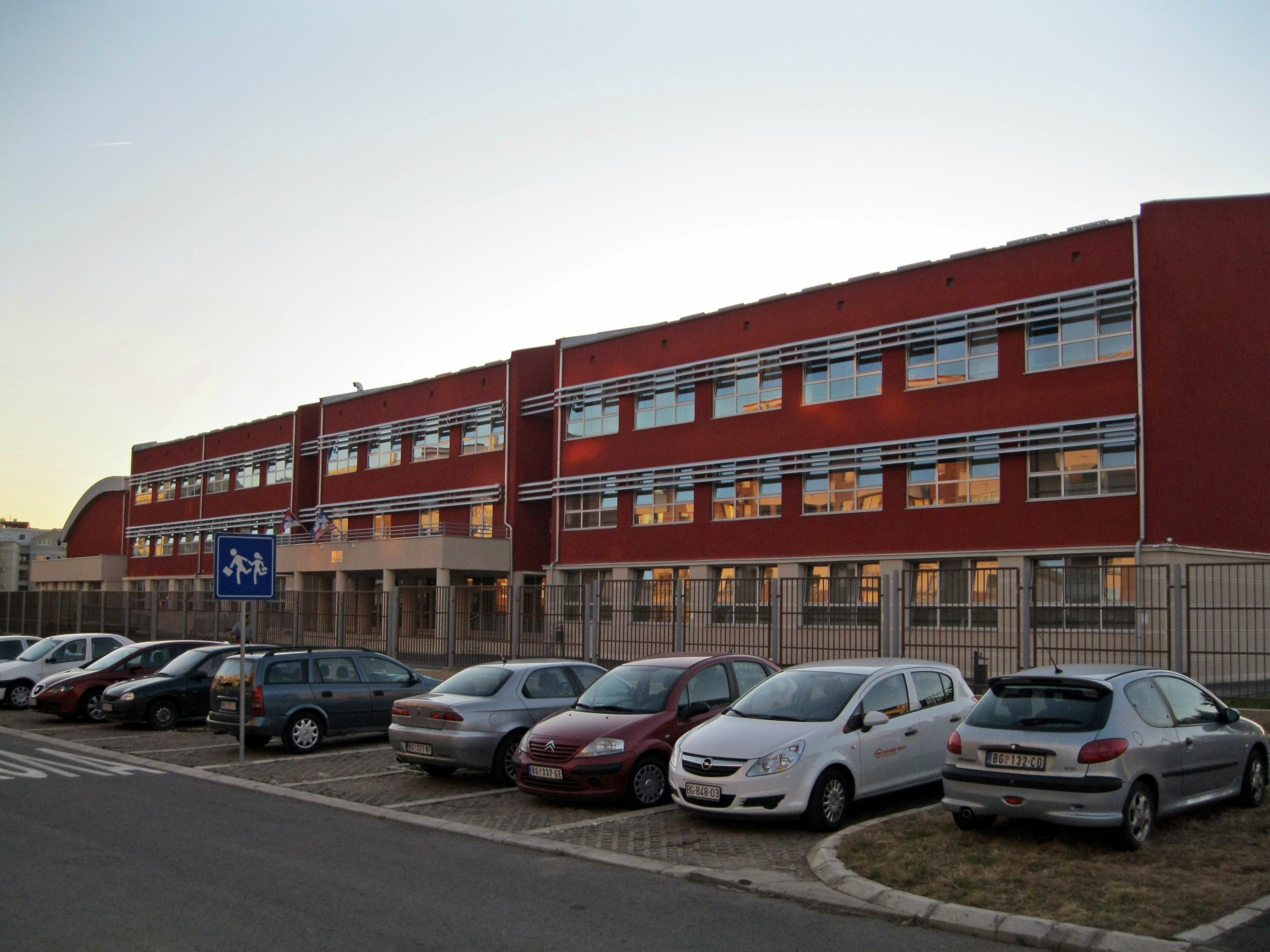
L'école élémentaire Dragan Lukić, dans le quartier de Bežanijska kosa

Novi Beograd abrite de nombreux établissements d'enseignement : 36 écoles maternelles (Objekata predškolske ustanove, accueillant  7 375 (2009-2010), 19 écoles élémentaires (osnovne škole) regroupant 14 457 élèves (2009-2010), 6 établissements d'études secondaires (srednje škole) soit 5 306 élèves ; la municipalité dispose de 2 écoles supérieures (visoke škole) et de 4 facultés. On y trouve aussi le campus de l'Université de Belgrade, dans le quartier de Studentski grad.
L'ensemble des écoles maternelles est encadré par une institution appelée « Enseignement préscolaire 11. avril » (en serbe : Predškolska ustanova 11. april), située au n° 12a de la rue Narodnih heroja.
L'enseignement élémentaire est représenté par les écoles suivantes : 20. oktobar (138 rue Omladinskih brigada 138), Borislav Pekić, Branko Radičević (195 rue Jurija Gagarina), Đuro Strugar, Duško Radović (112 Bulevar Zorana Đinđića), Ivan Gundulić (12 rue Narodnih heroja), Jovan Dučić (12a rue Milentija Popovića), Jovan Sterija Popović (61 rue Vojvođanska), Kralj Aleksandar I, Laza Kostić (72 rue Milentija Popovića), Marko Orešković, Milan Rakić (62 rue Vojvođanska), Mladost (99 rue Gandijeva), Nadežda Petrović, Radoje Domanović (31a Bulevar umetnosti), Ratko Mitrović (58 rue Omladinskih brigada), Knjeginja Milica (78 rue Jurija Gagarina), Vlada Obradović Kameni et Dragan Lukić. En plus de ces écoles, la municipalité accueille l'École élémentaire spéciale Novi Beograd (Specijalna osnovna škola Novi Beograd), située 12a rue Narodnih heroja.

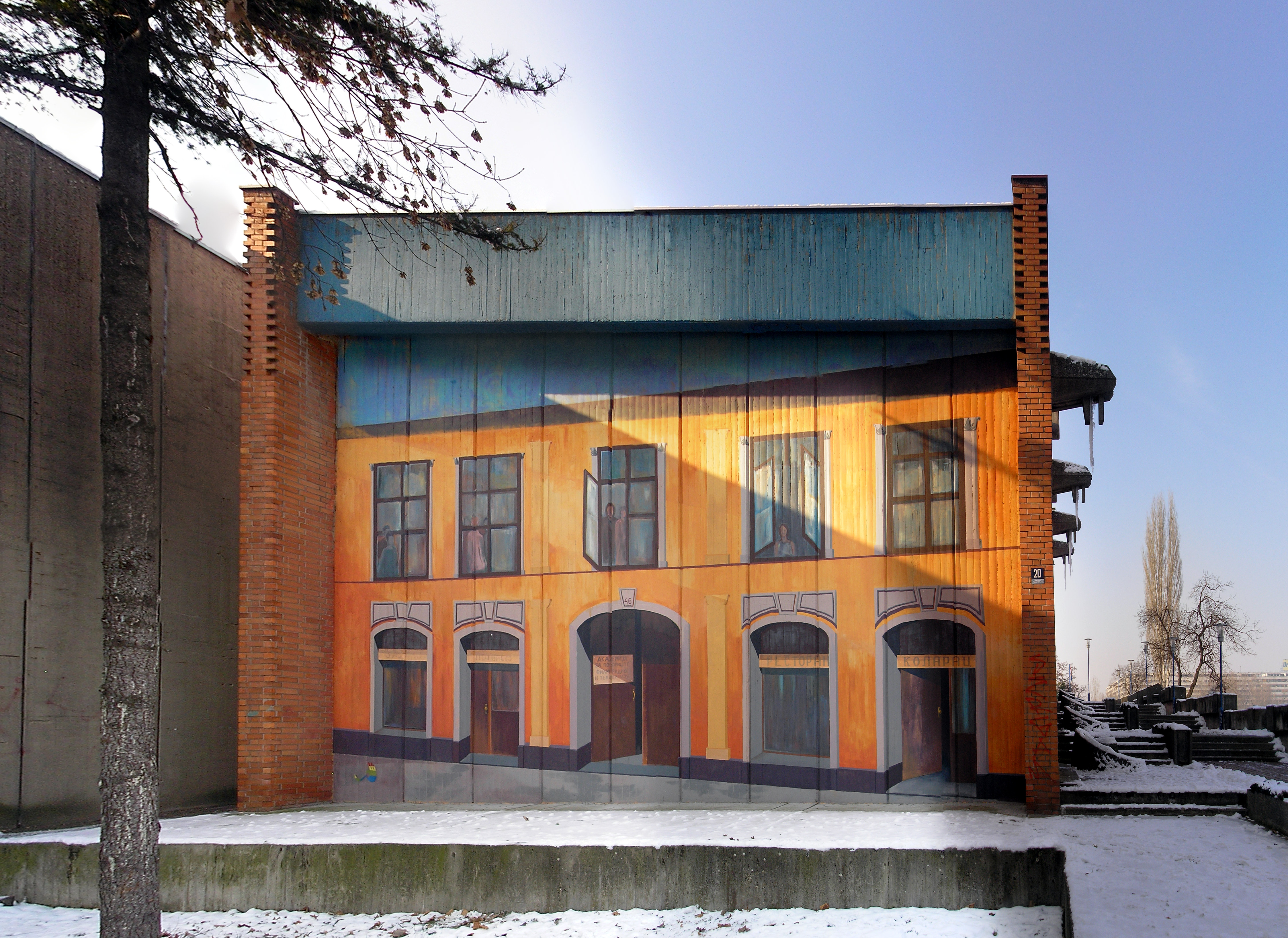
La Faculté d'Arts dramatiques

La municipalité de Novi Beograd accueille plusieurs établissements d'études secondaires. Le Neuvième lycée de Belgrade, dédicacé à Mihajlo Petrović Alas, est situé 41 rue Goce Delčeva. Le Dixième lycée de Belgrade, dédicacé à Michael Idvorsky Pupin, est situé au n° 1a de rue Antifašističke borbe ; il a été créé en tant que lycée de filles en 1933. L'école secondaire de graphisme de Belgrade (Grafička škola Beograd) est installée à Novi Beograd. L'école technique Novi Beograd (Tehnička škola Novi Beograd) se trouve au n° 25 de la rue Omladinskih brigada, ainsi que la Škola za nove tehnologije Politehnika, l'« école pour les nouvelles technologies Polytechnique » créée en 1971 qui se trouve au 152a Bulevar Zorana Đinđića. L'école secondaire de tourisme (Srednja turistička škola) est située au n°4 de la rue Otona Župančiča. Novi Beograd abrite l'École technique pour le design du cuir (Tehnička škola za dizajn kože).
Parmi les écoles d'enseignement secondaire figure aussi l'École russe de Belgrade, ouverte en 1978].

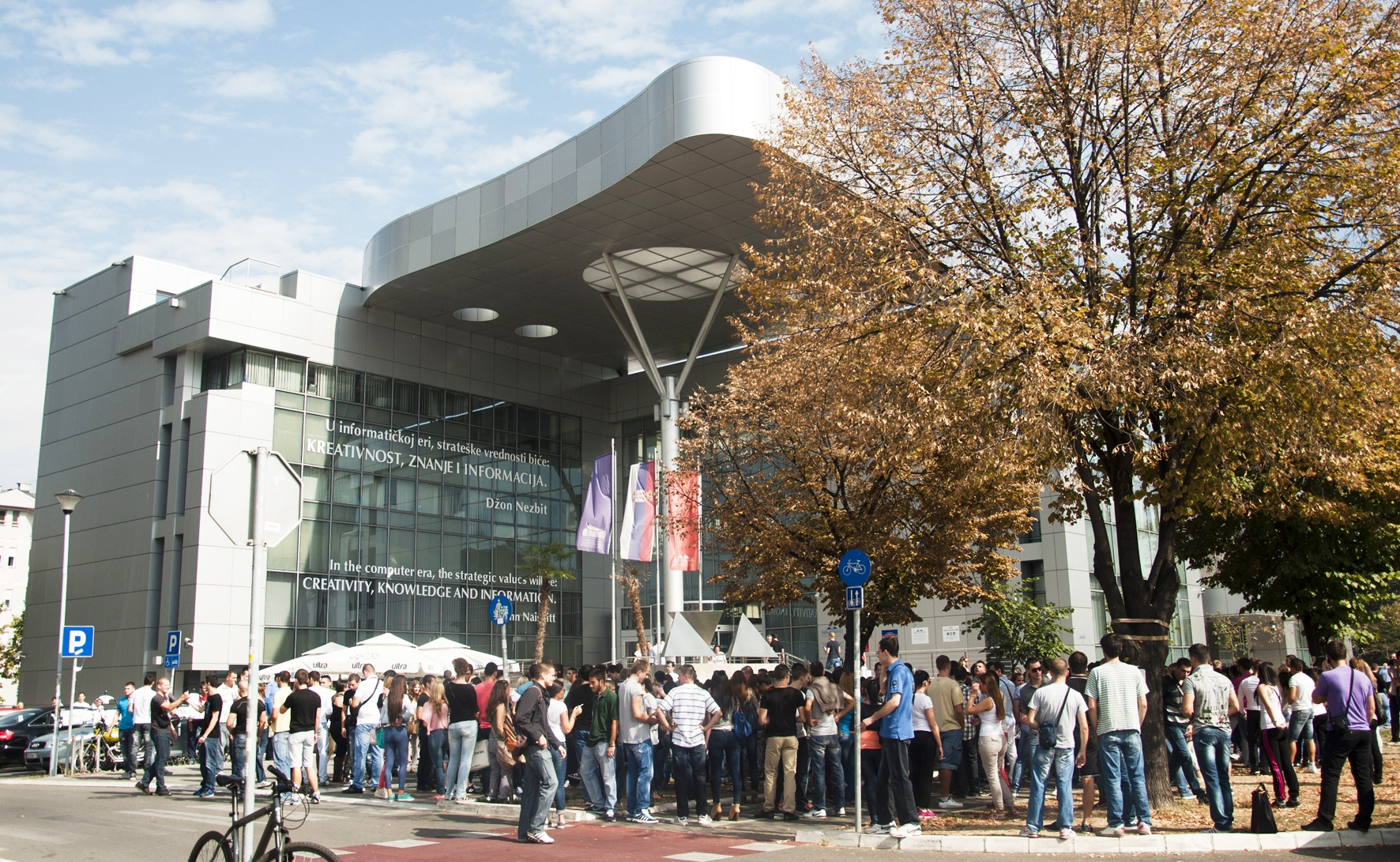
Le bâtiment principal de l'Université Megatrend

Novi Beograd possède plusieurs facultés dépendant de l'Université de Belgrade, notamment la Faculté d'Arts dramatiques qui dépend de l'Université de Belgrade et se trouve au 20 Bulevar umetnosti. On[Qui ?] y trouve aussi l'école supérieure de tourisme (Visoka turistička škola), située 152a Bulevar Zorana Đinđića, qui a été créée en 1967 ainsi que l'école supérieure des études techniques (Visoka tehnička škola strukovnih studija), située à la même adresse et fondée en 1974.
L'Université Megatrend (8 rue Goce Delčeva et 29 Bulevar umetnosti) est une université privée fondée en 1989 ; elle s'est dotée d'un réseau de facultés, à Belgrade et dans d'autres villes de Serbie ; à Novi Beograd se trouvent, entre autres, la faculté des Hautes études commerciale, la faculté de Commerce international, la faculté de culture et médias, la faculté d'administration publique ou encore la faculté des sciences de l'informatique. Novi Beograd est aussi le siège de l'Université Union (en serbe :  Univerzitet Union) ; située 36 rue Goce Delčeva, elle a été créée en 2001 et est spécialisée dans le domaine du droit. La municipalité abrite encore l'Université Singidunum, située 44 Bulevar Zorana Đinđića et spécialisée dans l'informatique et l'électronique.

## Santé
Novi Beograd possède plusieurs centres médicaux : les centres Novi Beograd (en serbe : Dom zdravlja Novi Beograd), situé 30 rue Goce Delčeva, Jedro, situé 14 rue Jurija Gagarina, Euromedik, 122g rue Gandijeva, et Dr Ristić, 38 rue Narodnih heroja.
L'Institut pour la protection de la santé de la mère et de l'enfant de Serbie se trouve 6-8 rue Radoja Dakića et le Centre de médecine de guerre de Novi Beograd (Vojno medicinski centar Novi Beograd) 48 Bulevar Arsenija Čarnojevića.
La plus importante institution médicale du secteur est le KBC Bežanijska kosa (en serbe : Клиничко болнички центар Бежанијска коса et Kliničko bolnički centar Bežanijska kosa), le « centre clinique et hospitalier de Bežanijska kosa ».

## Économie

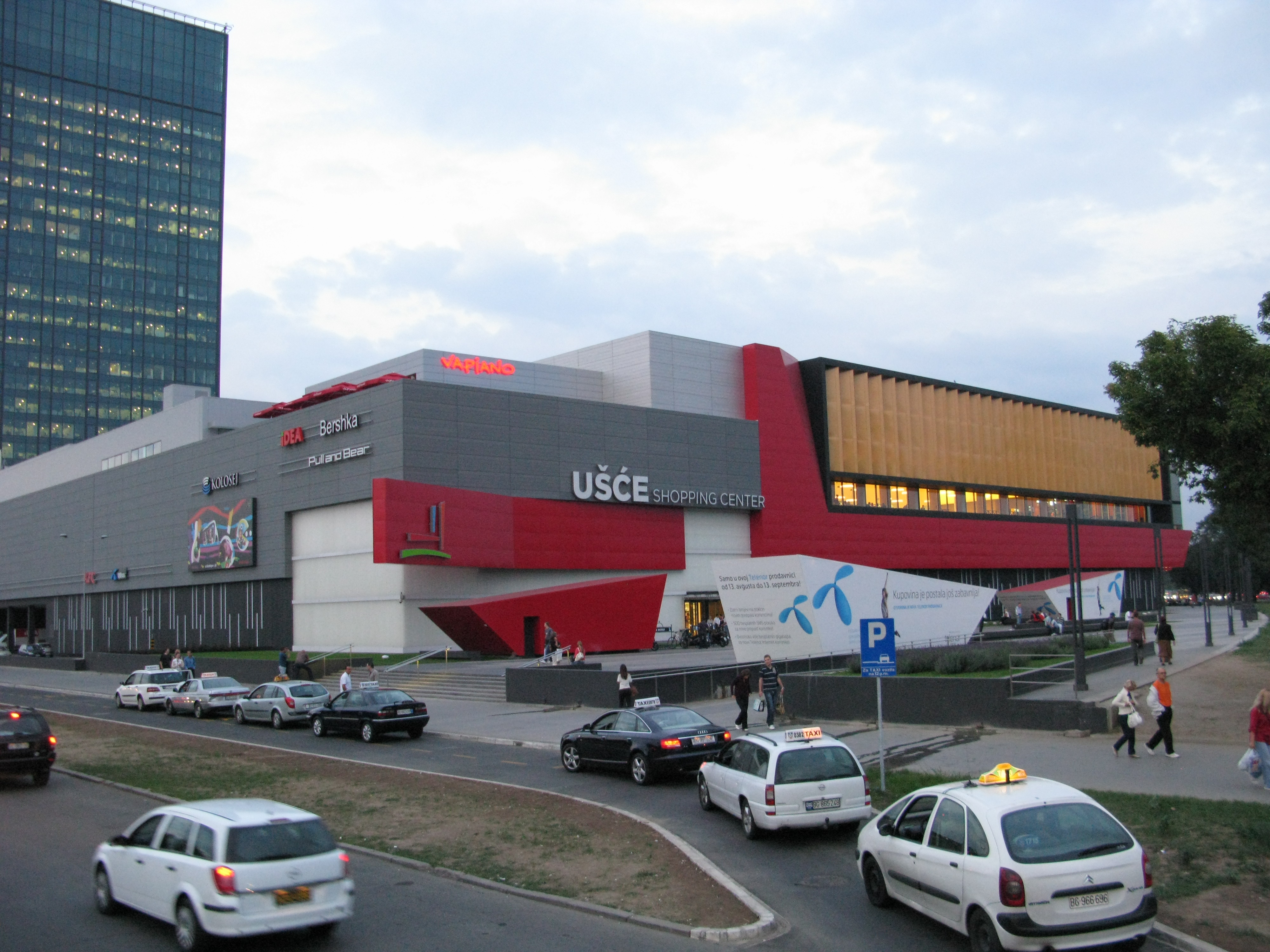
Le Ušće Shopping Center

Le gouvernement communiste considérait l'industrie lourde comme un moteur de l'économie tout entière ; pendant plusieurs décennies, la municipalité de Novi Beograd fut dominée par cette conception. L'entreprise IMT Beograd (Industrija i Mašina i Traktora), qui a été créée en 1947, ou l'entreprise MINEL Beograd, une société d'électro-construction, ont alors été bâties dans la municipalité.

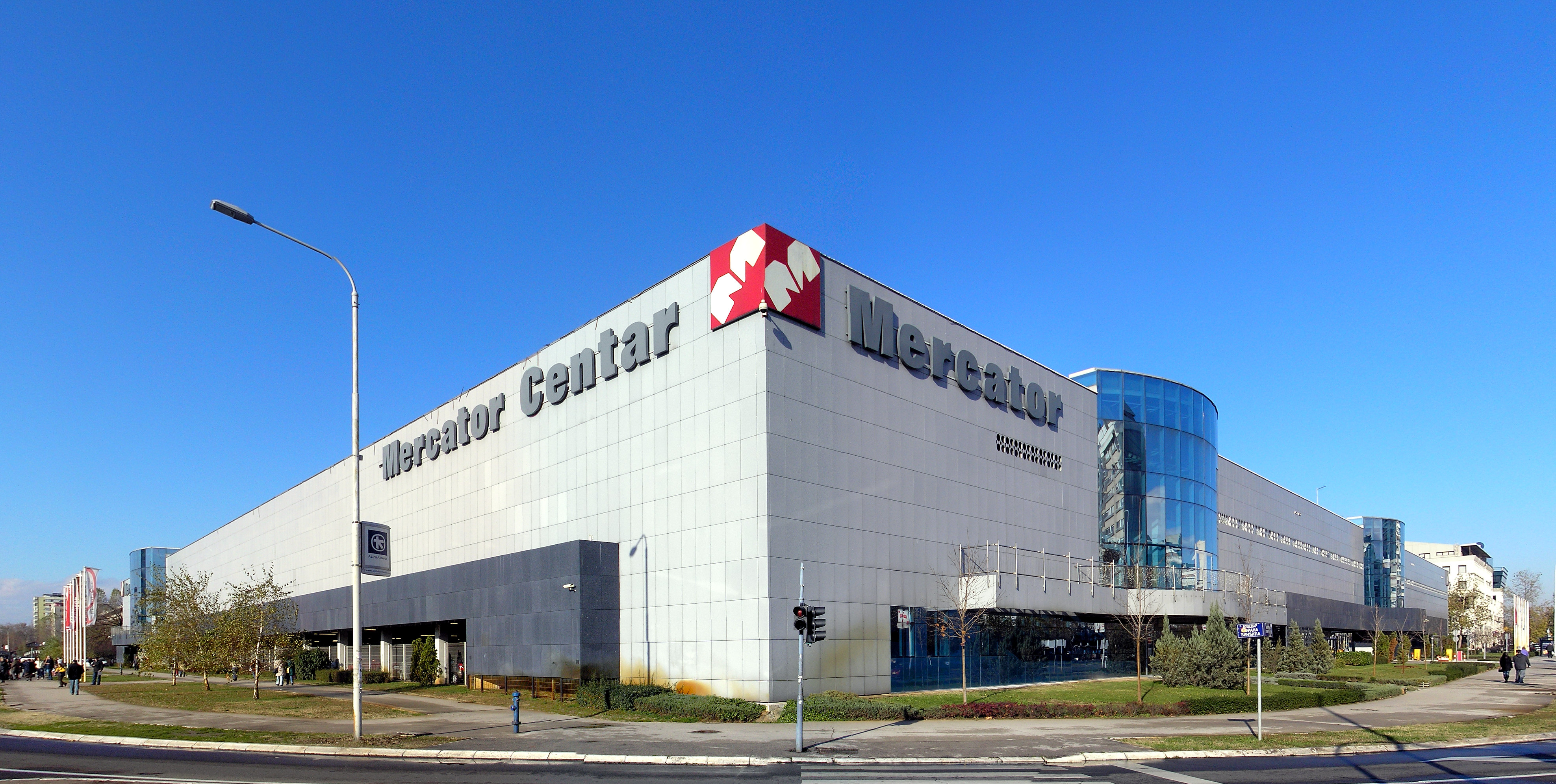
Le supermarché Mercator

Les années 1990 ont vu la chute des grandes compagnies d'État et l'économie de Novi Beograd s'est repliée sur le commerce, avec des douzaines de centres commerciaux et de nombreux marchés en plein air. Parmi les très grands centres commerciaux de la municipalité figure celui de Delta City ; situé dans le Blok 67, il appartient à Delta M, une filiale de la Delta Holding ; il a ouvert ses portes au public le 1er novembre 2007 et couvre une superficie de 87 000 m2, ce qui en fait actuellement le plus grand centre commercial de ce genre en Serbie. La surface commerciale utile est de 30 000 m2.
Le Ušće Shopping Center se trouve au n° 4 du Bulevar Mihaila Pupina ; dans ce centre se trouvent notamment le cinéma Kolosej et un restaurant McDonald's.

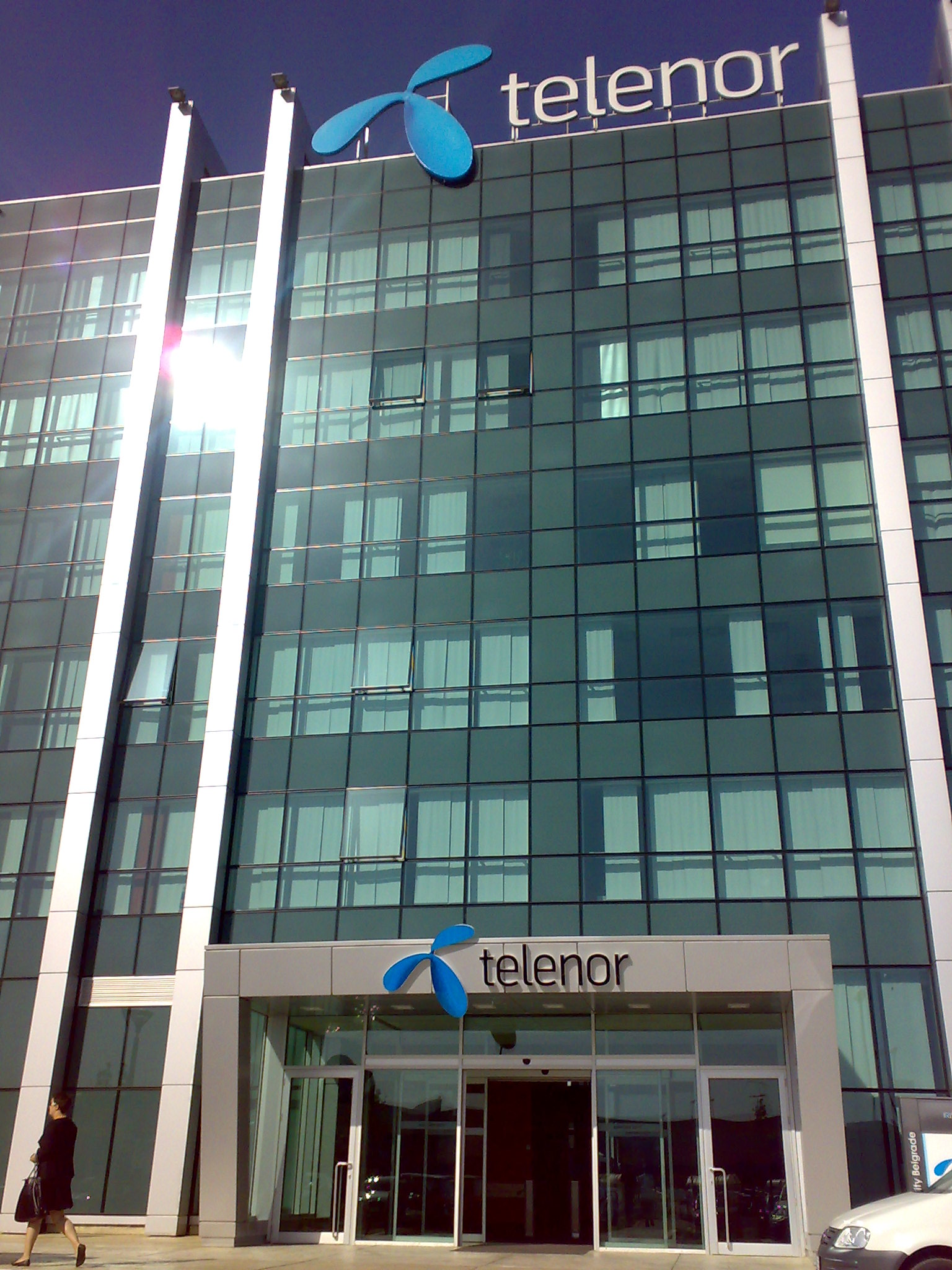
Le siège de Telenor Serbia

Novi Beograd reste, par excellence, une zone dédiée aux affaires. De nombreuses sociétés serbes et étrangères ont choisi la municipalité pour leur siège régional ou national ; elles sont notamment installées dans le parc d'affaires de Airport City.

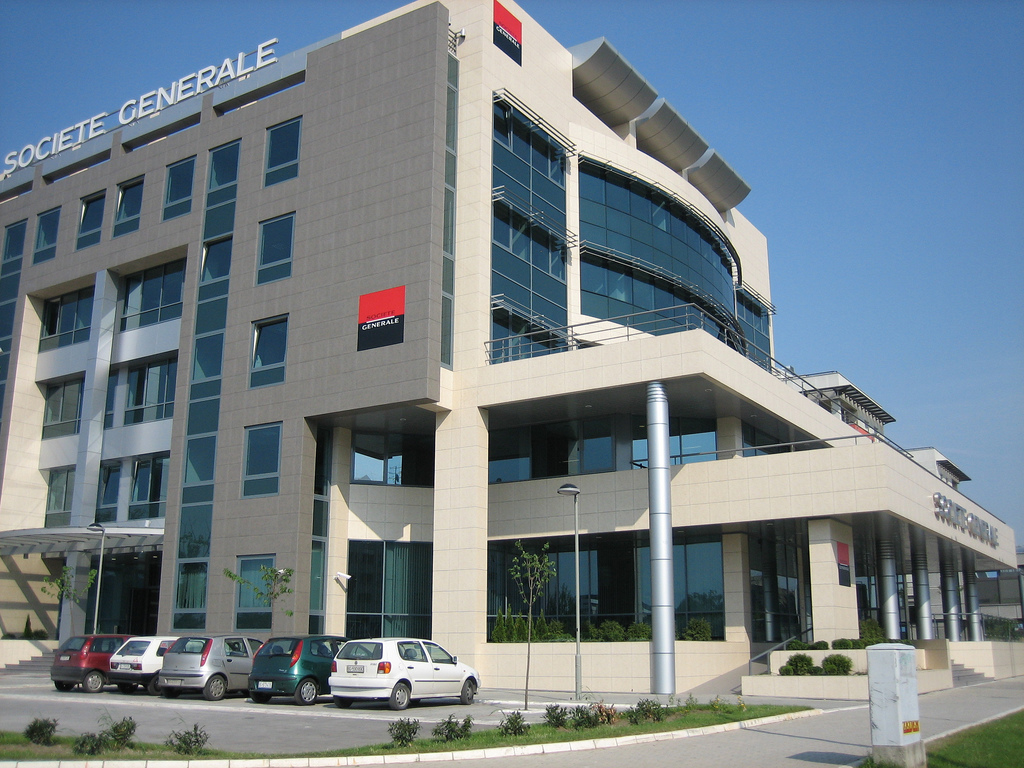
Le siège de la Société générale

La Bourse de Belgrade est également située à Novi Beograd, au 1 rue Omladinskih brigada. De nombreuses sociétés dont le siège est à Novi Beograd y sont cotées et figurent dans le BELEXline, l'un des principaux indices de cette bourse. Plusieurs de ces sociétés travaillent dans le secteur de la construction, comme Energoprojekt holding (12 Bulevar Mihaila Pupina) et deux de ses filiales Energoprojekt Entel et Energoprojekt Visokogradnja ; à Novi Beograd, dans le domaine de l'architecture, on[Qui ?] lui doit la salle omnisports de l'Arena, l'Hôtel Hyatt Regency ou encore le Yu Business center. La société Napred GP (115 Bulevar Mihaila Pupina) a été créée en 1948 et la société Ratko Mitrović (177 rue Jurija Gagarina) la même année ; on[Qui ?] doit à cette dernière, entre autres, la tour de télévision du mont Avala (2006), le Centar Milenijum de Vršac et le nouveau siège de la Radio Télévision de Serbie. Dans le secteur de l'agroalimentaire, on[Qui ?] peut citer Bambi Banat (115g Bulevar Mihaila Pupina), qui travaille dans le domaine de la pâtisserie, et, dans le secteur du commerce, Jugocentar Beograd (7 rue Palmira Toljatija).
Plusieurs banques ont leur siège dans la municipalité, dont trois Bulevar Mihaila Pupina : la Findomestic banka (au n° 115a), la Hypo Alpe-Adria-Bank (n° 6) et la NLB banka (n° 165v). La Banca Intesa Beograd a son siège 7b rue Milentija Popovića, la Jubmes banka Beograd 121 Bulevar Zorana Đinđića et la KBC Banka Beograd 90v rue Omladinskih brigada<.
Novi Beograd est devenue une zone hôtelière, avec des établissements de 4 et 5 étoiles comme l'Hôtel Continental Belgrade (10 rue Vladimira Popovića), qui a ouvert ses portes en 1979, le Holiday Inn Belgrade (74 rue Španskih boraca), le Hyatt Regency Belgrade (5 rue Milentija Popovića) ou le Tulip Inn Putnik (9 rue Palmira Toljatija).

## Transports
Par sa position dans la capitale serbe et par sa population, la municipalité de Novi Beograd dispose d'un important réseau de transports.

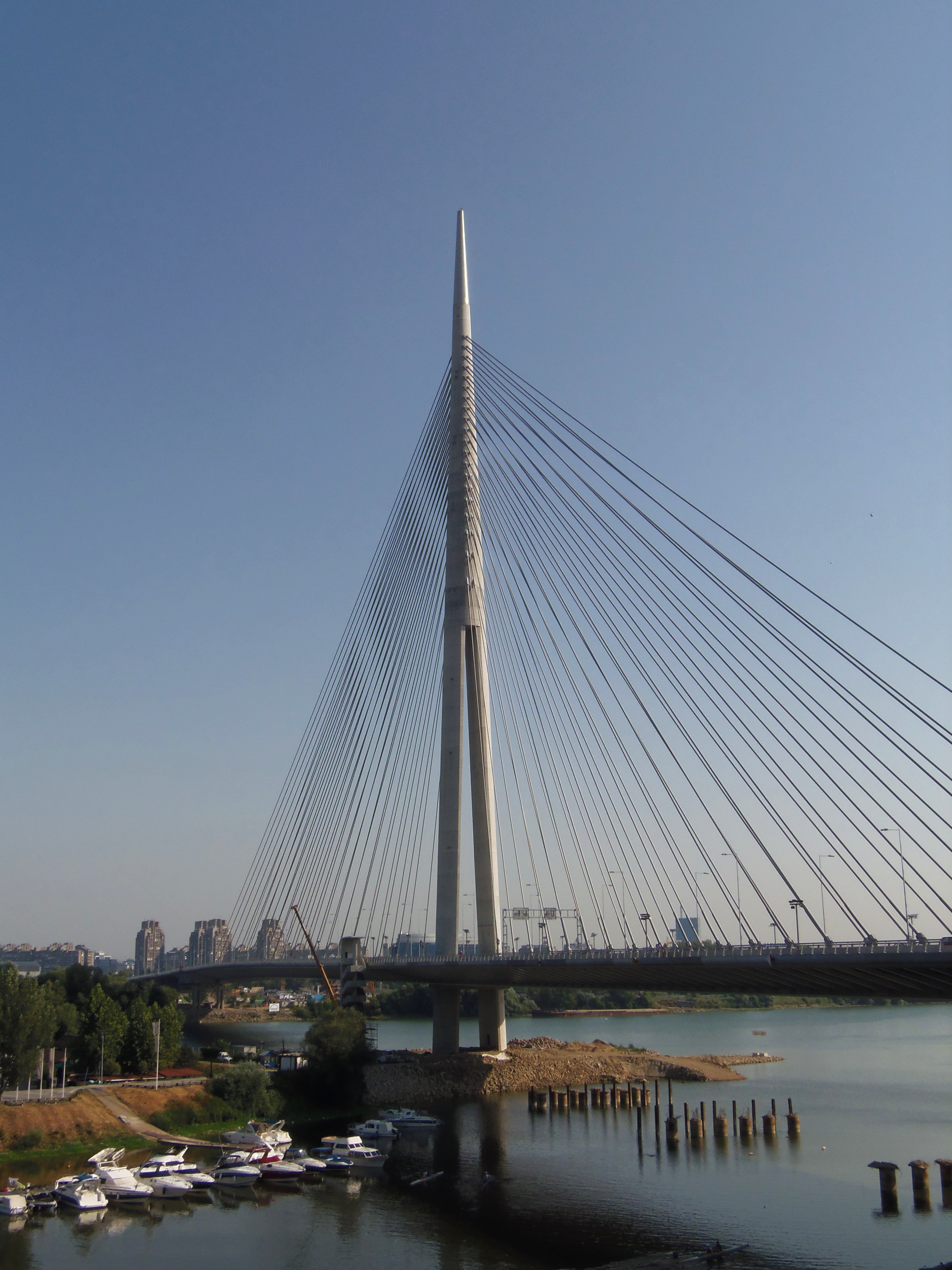
Le pont d'Ada

Sur le plan routier, Novi Beograd est constituée de nombreux boulevards ou rues, qui, pour la plupart, se coupent à angle droit. Le tout est relié à d'importantes voies de communication. Le pont de Branko, sur la Save, construit en 1957, est le point de départ du Bulevar Mihaila Pupina ; le pont de Gazela, qui enjambe lui aussi la Save, construit entre 1966 et 1970, donne naissance au Bulevar Arsenija Čarnojevića ; ce boulevard, comme le pont, est situé sur le parcours de la route européenne E75, qui, en Serbie, relie Niš (au sud) à Novi Sad (au nord) et rattache Belgrade au réseau autoroutier européen. Parmi les autres ponts qui desservent la municipalité, on[Qui ?] peut citer l'ancien pont de la Save ou le tout nouveau pont d'Ada, inauguré dans la nuit du réveillon de la Saint-Sylvestre entre le 31 décembre 2011 et le 1er janvier 2012 ; il enjambe lui aussi la Save en prenant appui sur l'île fluviale d'Ada Ciganlija.

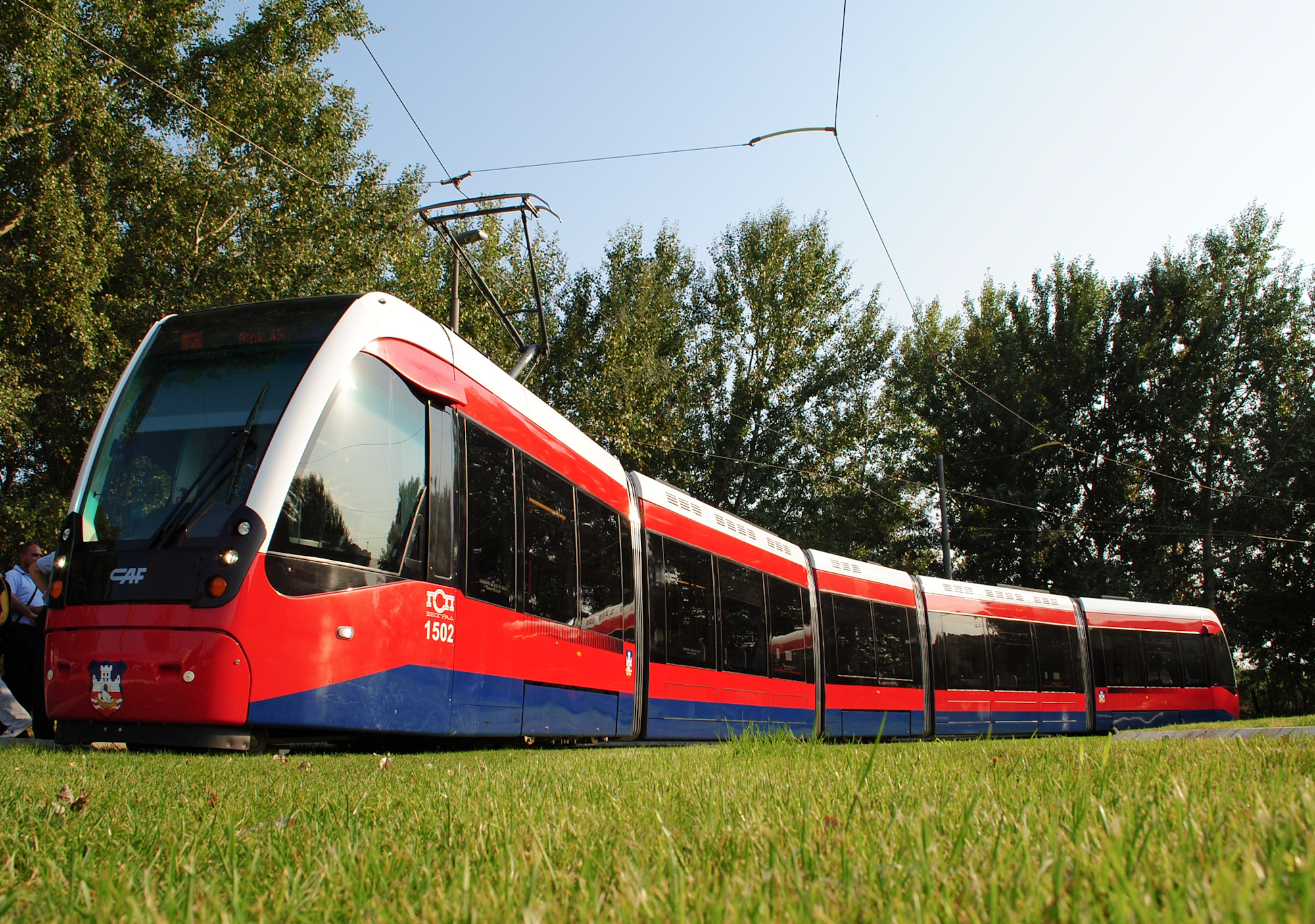
Un tramway dans le Blok 45

La municipalité est desservie par un réseau dense de transports en commun, bus ou tramways, géré par la société GSP Beograd qui la relie au reste de la capitale serbe et, au-delà, au territoire de la Ville de Belgrade tout entier.

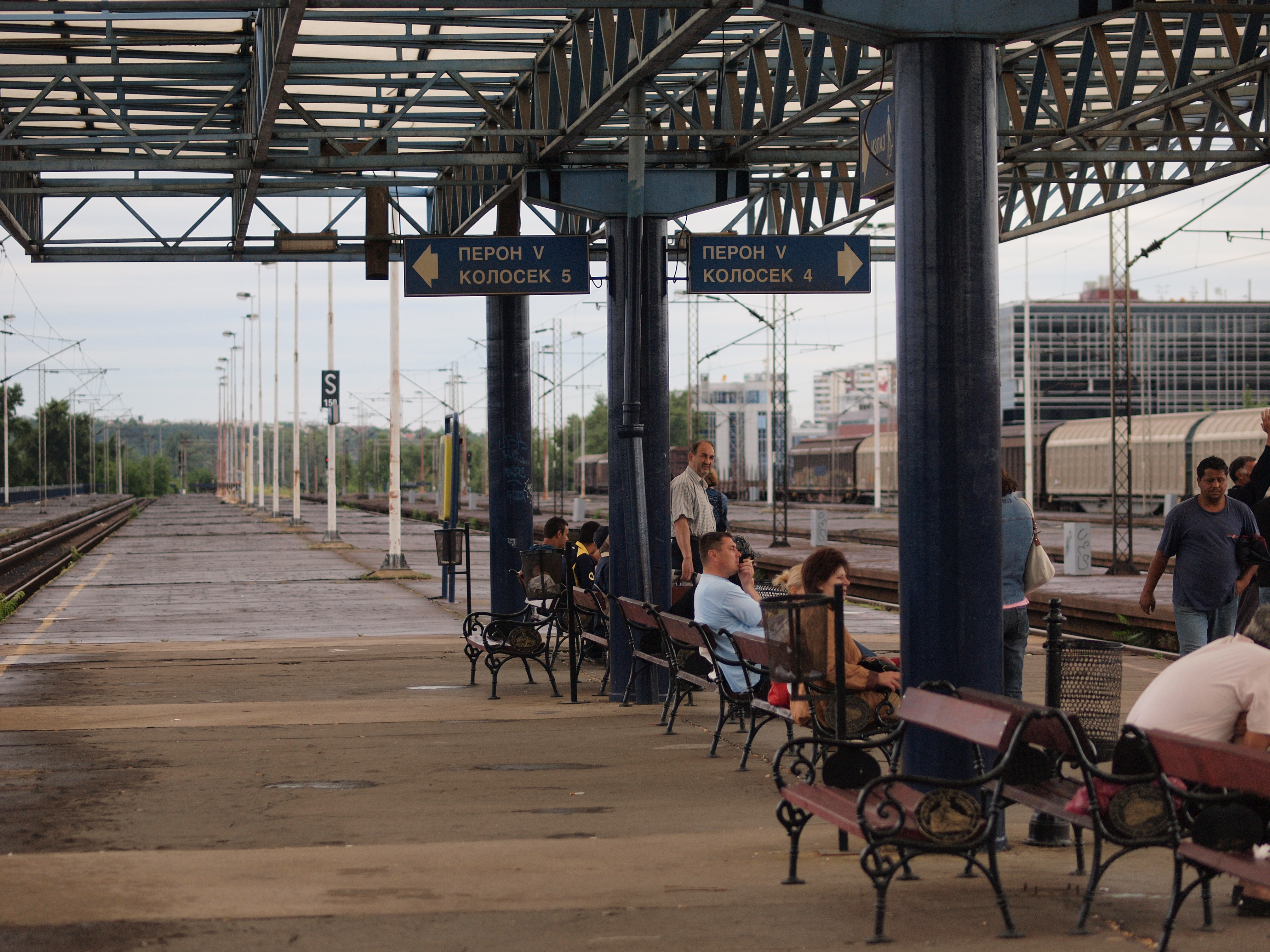
La gare de Novi Beograd

La municipalité, par l'intermédiaire des gares de Tošin bunar et de Novi Beograd, est reliée au réseau express régional Beovoz et au nouveau réseau BG VOZ. Ces deux stations rejoignent la nouvelle gare de Belgrade Centre (Prokop).
Novi Beograd se trouve à quelques kilomètres de l'aéroport international Nikola Tesla, situé dans la municipalité voisine de Surčin.

## Coopération internationale
Novi Beograd a signé des accords de partenariat avec les villes suivantes  :
- Belfort (France)
- Karpoch-Skopje (Macédoine)
- Xanthi (Grèce)
- Prague 7 (Tchéquie)
- Banja Luka (Bosnie-Herzégovine)
- Metlika (Slovénie)